# Derby Paulista

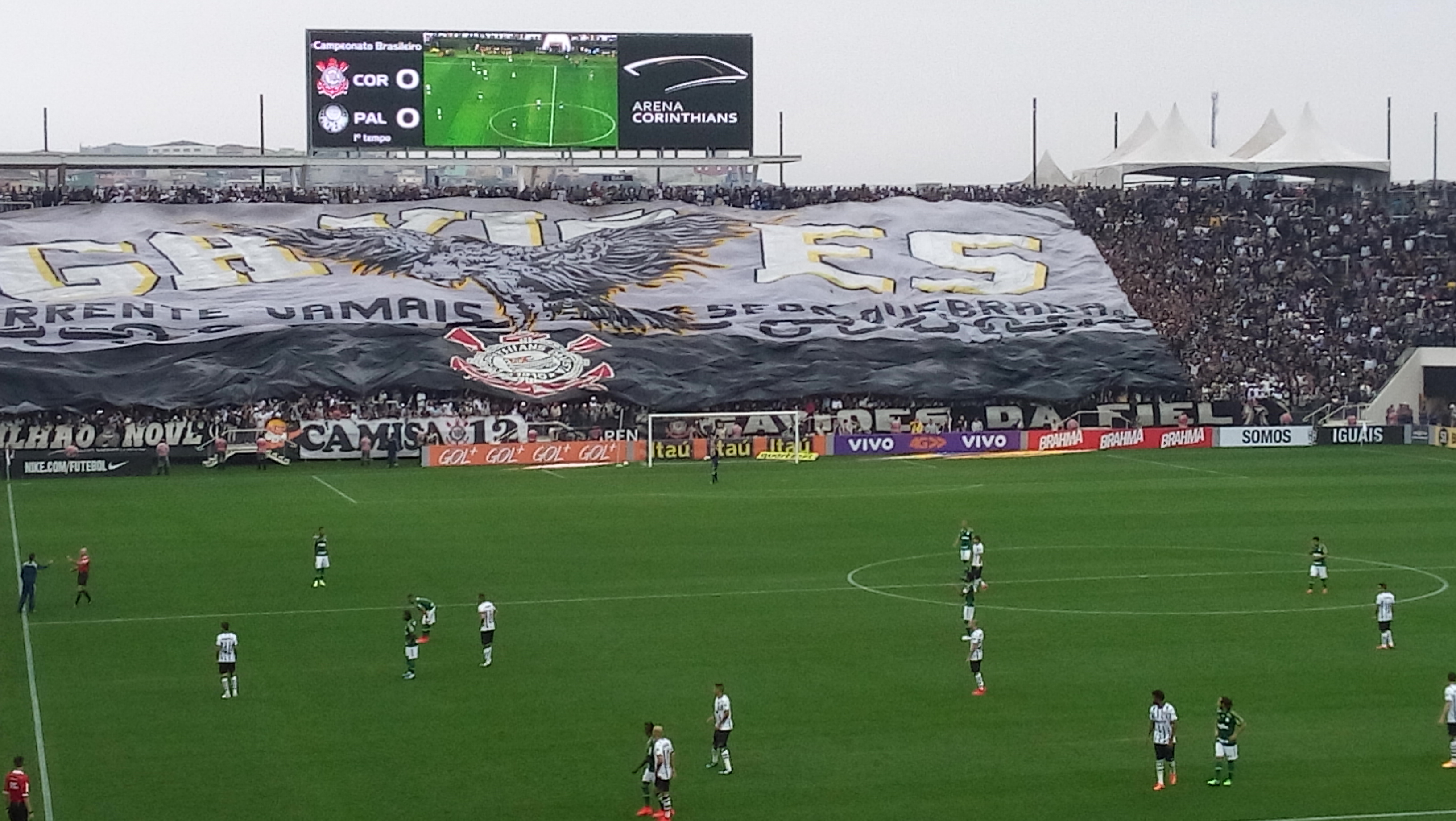
El Derby Paulista en disputa en Arena Corinthians en 2015

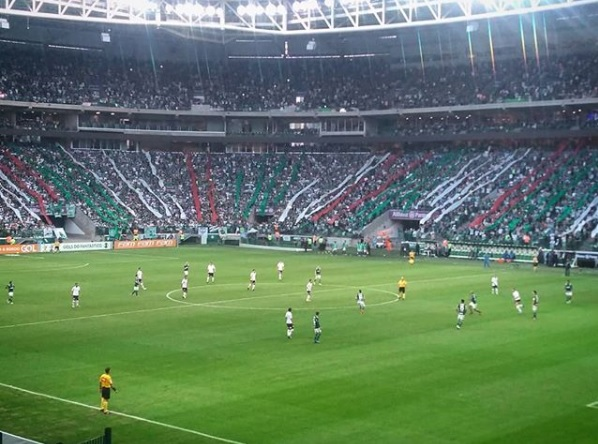
El Derby Paulista en disputa en Allianz Parque en 2018

El Clásico Corinthians - Palmeiras (en portugués O Derby Paulista - o simplemente "O Derby") es el encuentro de fútbol disputado por dos de los clubes más populares e importantes del Estado de São Pablo, Brasil: Corinthians y Palmeiras. Fue el periodista y comentarista de A Gazeta Espotiva Thomaz Mazzoni quien bautizó el encuentro como Derby Paulista en referencia al Derby de Epsom, considerada una de las carreras hípicas más prestigiosas del mundo.
Es una de las más grandes rivalidades del fútbol mundial. la cadena estadounidense CNN considera que es el noveno clásico más grande del mundo, la segunda en América y el único en Brasil para estar entre las grandes rivalidades del mundo. Desde la página web especializada en futbol "Football Derbies", puso el Derby Paulista como a la cuarta rivalidad más grande en el mundo (y primero de Brasil), en la actualidad se ubica como octavo en su ranking mundial, mientras que la revista brasileña "Trivela" lo clasificó como el segundo más grande de Brasil.
Corinthians y Palmeiras ya han decidido campeonatos estatales (Campeonato Paulista), regional (Torneo Río-São Paulo), nacional (Brasileirão) y lugar para la final de una competición continental (Copa Libertadores), apareciendo como la rivalidad brasileña con más enfrentamientos decisivos en campeonatos de gran escala nacional e internacional.
La rivalidad entre los aficionados de los dos clubes es también la más grande entre los principales partidarios del estado de São Paulo. La investigación de la institución de encuestas "Datafolha" en 2010 encontró que el 59% de los corinthianos consideran Palmeiras como el rival más grande. Para el 77% de los aficionados del Palmeiras, su mayor rival es el Corinthians.
El primer encuentro entre ambos equipos aconteció el 6 de mayo de 1917 y finalizó con victoria del Palestra Itália, nombre que recibió Palmeiras hasta 1942, por 3-0 con tres anotaciones de Caetano Izzo.
Sumando los totales de encuentros oficiales y amistosos, tanto locales como internacionales, en 387 encuentros Palmeiras obtuvo 136 victorias, Corinthians obtuvo 133, y se registraron 118 empates.

## Historia

### Início de la Rivalidad
En el primer enfrentamiento entre Palestra Italia y Corinthians, el 6 de mayo de 1917, hubo una victoria palestrina por 3 a 0, con tres goles del delantero Caetano. Dos veces campeón de la Liga de Fútbol Paulista, en 1914 y en 1916, Corinthians había estado invicto en 25 juegos durante tres años. Esa tarde, en el Estadio Palestra Itália, cayó ante el entonces recién llegado Palestra, quien sería, desde ese día, su mayor rival en la historia.
El tercer partido entre los dos equipos se jugó en 1918, el 17 de marzo. El día del juego, los jugadores de Palestra Italia pasaron frente a una pensión donde almorzaron los atletas corintianos. El primero tomó un hueso de buey, escribió el mensaje "Corinthians es sopa de pollo para Palestra" y disparó en la cafetería. En el juego, Palestra ganó dos veces, pero abandonó el empate, por 3 a 3. Desde entonces, Corinthians mantiene el hueso en su sala de trofeos.
La primera victoria del "alvi-negro' sobre Palestra fue 3-0, el 3 de mayo de 1919, con goles de Américo, García y Roverso, en un partido jugado en Estádio da Floresta.
En 1921, Corinthians, Palestra Itália y Paulistano, en ese momento el equipo más ganador de la temporada, lucharon por el título del Campeonato Paulista hasta las rondas finales. En la última ronda, sin embargo, solo Corinthians y Paulistano tuvieron posibilidades de obtener un título. Paulistano venció a Sírio por 3 a 2, alcanzó 39 puntos y tomó la delantera en la competencia. Quedó para Corinthians, con 38 puntos, enfrentar a Palestra, con 36 puntos, en un período de fútbol en el que la victoria valió dos puntos. Si ganaba, por lo tanto, el equipo en el Parque São Jorge |sería el campeón. El día de Navidad, Palestra y Corinthians jugaron un duelo en el Parque Antártica (apodo del antiguo estádio de Palmeiras), todavía tímido y recientemente comprado por el equipo de la colonia italiana, que derrotó a Corinthians 3-0 y le dio el título a Paulistano. Para muchos, a partir de ese juego, la rivalidad entre alviverdes y alvinegros se había consolidado definitivamente y duraría para siempre.
En 1929, cuando el Campeonato Paulista fue organizado por dos entidades diferentes, Corinthians fue campeón de APEA, la más tradicional de ellas. En la última ronda de la primera ronda, el alvinegro aprovechó el hecho de que los palestrinos juegan solo con diez: Heitor se lesionó, para anotar por 4 a 1. La victoria, por el campeonato de puntos de carrera, valió el título de la competencia, que tenía Santos como subcampeón.

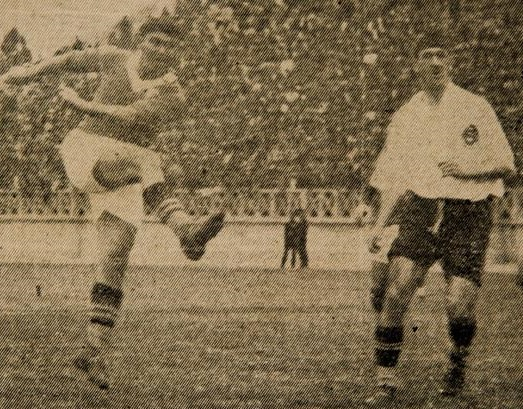
Partido en que el entonces Palestra Italia ganó a Corinthians por 8-0 en los años 1930

En 1933, el 5 de noviembre, Palestra Itália aplicó la mayor derrota en la historia del clásico, en un partido jugado en el Estadio Palestra Itália, que fue válido simultáneamente para el Campeonato Paulista y el Torneo Río-São Paulo de ese año. Con cuatro goles de Romeu Pellicciari, uno de Gabardo y tres de Imparato, alviverde aplicó un rotundo 8-0 en albinegro, en la mayor derrota sufrida por los corintios en toda su historia. El impacto de la paliza en el equipo del Parque São Jorge fue tan grande que derrocó al entonces presidente del club, Alfredo Schurig e hizo que los fanáticos corintianos incendiaran la sede de la asociación.
En el Campeonato de São Paulo de 1936, Corinthians y Palestra Itália tomaron su primera decisión por el título en tres partidos electrizantes, ya que el alvinegro había ganado la primera ronda invicto y alviverde había ganado la segunda ronda. Los tres juegos se jugaron entre abril y mayo de 1937. En el primer partido, en el estadio Palestra Itália, Palestra Itália ganó 1-0, con el Alvinegro saliendo del campo en el minuto 31 de la segunda mitad, quejándose de una falta de portero en el movimiento de la portería. En el segundo juego, en el Parque São Jorge, los equipos empataron 0-0. En el tercer juego, en el estadio Palestra Itália, Palestra ganó la final por 2-1 y ganó el título.

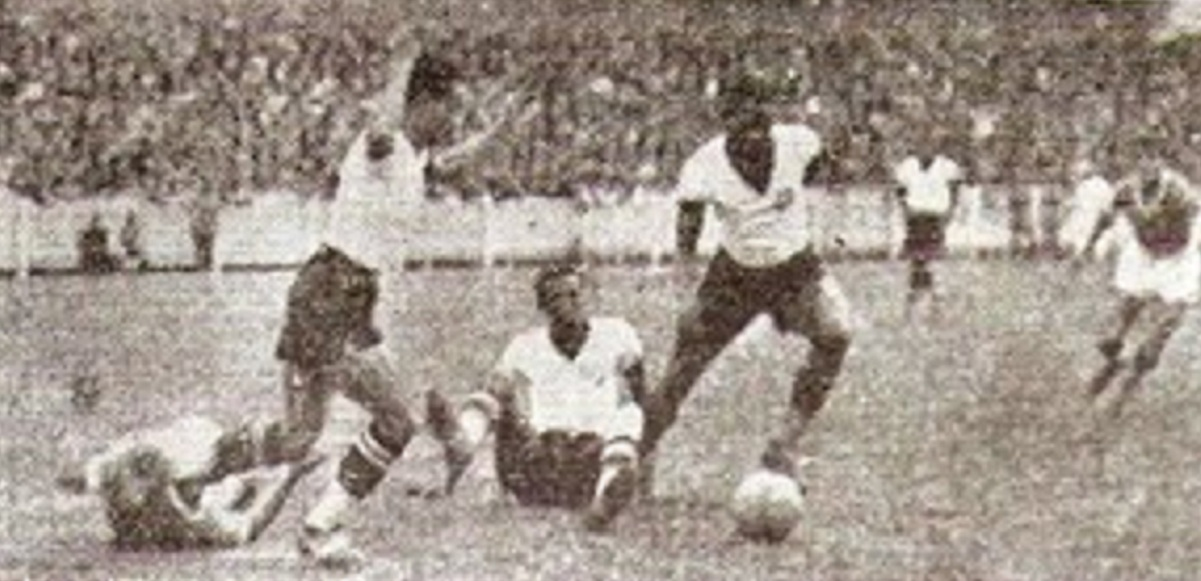
Partido entre Palestra Italia y Corinthians en el Campeonato Paulista de 1938

En 1938, la historia de Derby Paulista incluyó un hecho inusual que involucró a São Paulo y también a los portugueses. A principios de julio de ese año, justo después de la Copa Mundial de 1938, una crisis financiera obligó al equipo tricolor a crear un torneo cuadrangular, llamado Copa Mündell Júnior, para recaudar dinero para resolver parte de los problemas. En la ocasión, Corinthians y Palmeiras jugaron un partido, conocido históricamente como el "Jogo das Barricas". El duelo terminó en un empate 0-0 y contó con el blanco y negro del Parque São Jorge clasificado para la final por el mayor número de curvas. En la final, contra Portuguesa, que eliminó a São Paulo, Corinthians ganó el título. Después del torneo, el equipo tricolor subió en los siguientes meses y quedó en segundo lugar en el Campeonato Paulista del mismo año, también ganado por los corintianos.
En 1938, el Campeonato Paulista se paralizó en abril para disputar la Copa Mundial de ese año. Como una forma de mantener activos a los equipos estatales en una competencia oficial, APEA creó el II Campeonato Extra Paulista de 1938. Y en la final, la decisión fue entre Palestra Italia y Corinthians. En el primer partido de la final, el 21 de agosto.

### Rivalidad en los años 1940
En 1940, la ciudad de São Paulo vio la inauguración del estadio Estadio Pacaembu y el primer logro del trofeo del lugar se logró durante un Derby. Participó en la Copa de la Ciudad de São Paulo (Nacional), Palestra Italia, Corinthians, Atlético Mineiro. Y Coritiba. Después de ganar sus semifinales, el 5 de mayo de ese año, Palestra Itália y Corinthians hicieron otra final. Con una victoria de 2-1 sobre Corinthians, Palestra Italia fue el primer campeón del Pacaembu.

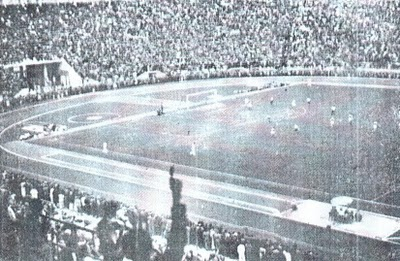
El Estadio Pacaembú, en uno de sus presencias del Derby Paulista, año 1942

En el período de mayor agitación en la historia de Palmeiras, durante la Segunda Guerra Mundial, cuando Palestra Italia se vio obligada a cambiar su nombre por las leyes de la Dictadura de Vargas contra las asociaciones que hacían referencia a los países del Eje , los corintios salieron victoriosos en gran medida. Durante la transición de Palestra Italia a Palmeiras, el club adoptó, de marzo a septiembre de 1942, el nombre de Palestra de São Paulo. Mientras tanto, jugó cuatro veces contra los corintianos. En el primer partido con ese nombre provisional, por cierto, fue derrotado por el alvinegro por 4 a 1, el 28 de marzo, por el Torneo Quinela de Ouro. Casi dos meses después, el 27 de mayo, Corinthians goleó por el mismo puntaje, para la Copa Manoel Domingos Corrêa. Para el Campeonato Paulista de 1942, Palestra quedó invicto y, el 28 de junio, mantuvo su condición al empatar 1-1 con Corinthians en la primera ronda. Días después, el 15 de julio, para la Copa de la Ciudad de São Paulo, los corintios golpearon nuevamente a la Palestra de São Paulo, esta vez por 4-2.
Después de que Palmeiras, en su primer juego con esta denominación, ganara el título del Campeonato de São Paulo de 1942, contra São Paulo, en el episodio que se conoció como Arrancada Heroica, el equipo se enfrentó a Corinthians en la última ronda de la competencia, que fue disputada por puntos de sutura En venganza por lo que Palestra Italia había hecho a alvinegro el año anterior, Corinthians evitó que alviverde fuera campeón invicto, con una victoria de 3-1, el 4 de octubre, en el primer Derby entre los equipos con el nuevo nombre de archirrival.
La primera victoria de Palmeiras con el nuevo nombre sobre Corinthians se produciría solo en 1943, el 23 de mayo, para la Primera Ronda del Campeonato Paulista de 1943. En un partido celebrado en el Estadio Pacaembu, alviverde venció a alvinegro por 2-0, con dos goles del centrocampista Lima, para una asistencia de 63.344 personas.
En 1945, los archirrivales se unieron por una causa política. En un partido histórico celebrado en el estadio Pacaembu, Corinthians y Palmeiras jugaron un clásico que tenía como objetivo recaudar fondos para el Partido Comunista Brasileño (PCB). El juego terminó con una victoria de 3-1 por alviverde y fue retratado años después en el libro "Palmeiras x Corinthians 1945: O Jogo Vermelho", escrito por el político Aldo Rebelo.
El 25 de abril de 1948, Derby Paulista tuvo su segunda derrota más grande en toda la historia del clásico. En un partido celebrado en el estadio Pacaembu, para la Copa de la Ciudad de São Paulo, Palmeiras derrotó a Corinthians 6-0, en el marcador que solo pierde ante el 8-0 de 1933, aún en el momento de Palestra Itália.
El Torneo Río-São Paulo de 1951 marcó el segundo punto culminante del destacado campeonato entre las dos asociaciones. El equipo de Palmeiras, que ganaría las cinco coronas, convirtió el torneo Rio-SP ese año en uno de ellos. El primer juego final tuvo lugar el 8 de abril y terminó con un puntaje de 3 a 2 para las esmeraldas. En el segundo y decisivo partido, que tuvo lugar el 11 de abril, Palmeiras ganó en Pacaembu jugando para una audiencia paga de 54,465 espectadores y con 2 goles de Jair Rosa Pinto y uno de Aquiles. El resultado final fue de 3 a 1, ya que Luizinho descontó para Corinthians.

### El Derby en la segunda mitad delSigloXX
El Torneo Río-São Paulo de 1951 marcó el segundo punto culminante del destacado campeonato entre las dos asociaciones. El equipo de Palmeiras, que ganaría las cinco coronas, convirtió el torneo Rio-SP ese año en uno de ellos. El primer juego final tuvo lugar el 8 de abril y terminó con un puntaje de 3 a 2 para las esmeraldas. En el segundo y decisivo partido, que tuvo lugar el 11 de abril, Palmeiras ganó en Pacaembu jugando para una audiencia paga de 54.465 espectadores y con 2 goles de Jair Rosa Pinto y uno de Aquiles. El resultado final fue de 3 a 1, ya que Luizinho descontó para Corinthians.
El 18 de enero de 1953, Derby tuvo su juego más anotador en la historia. En el clásico válido para el Campeonato Paulista, los corintianos derrotaron a Palmeiras 6-4 en el Estadio Pacaembu. Para el alvinegro, Cláudio anotó tres goles y Baltazar dos, en el juego en el que el equipo del Parque São Jorge rellenó más las redes del mayor rival.
El 6 de febrero de 1955, se celebró un juego importante en la historia del derbi en el Estadio Pacaembu, ya que el partido valió el título del Campeonato Paulista de Fútbol de 1954 y fue parte de las celebraciones del Cuarto Centenario de la ciudad de São Paulo. que se fundó en 1554. El sorteo fue suficiente para que Corinthians ganara el título. Para Palmeiras, fue necesario derrotar al rival y esperar un nuevo revés de apagón en la última ronda, contra São Paulo. El alvinegro hizo lo que necesitaba, saliendo adelante, con un gol de Luizinho en la primera mitad, a los diez minutos. Después de que Palmeiras, vestido con camisas azules, igualara el marcador con un gol de Nei, siete minutos después de la segunda mitad, el alvinegro mantuvo el empate por 1 a 1 y celebró el importante logro. Después de este título, Corinthians solo se convertiría en campeón de São Paulo nuevamente 22 años después, en 1977.
En la primera ronda del Campeonato Paulista de 1971, el 25 de abril, Corinthians y Palmeiras jugaron uno de los mejores juegos de la historia del clásico. El alvinegro, con muchos cargos debido al tabú, fue malo en el campeonato y enfrentaría a Palmeiras de Leão, Luís Pereira, Dudu y Ademir da Guia en Estádio do Morumbi. Alviverde anotó 2-0 con goles de César Maluco en la primera mitad. En la segunda mitad del juego, Corinthians regresó listo para terminar el partido alviverde y logró empatar, con goles de Mirandinha, en el minuto 5, y Adãozinho, en el 24. Palmeiras jugó un minuto después, con un gol del mediocampista Leivinha, pero Tiao, Corinthians volvió a igualar después de 27 minutos. En el minuto 43, Mirandinha rompió el empate para el alvinegro, cerrando el marcador en un histórico 4-3 y celebrando una de las mayores victorias sobre su mayor rival.

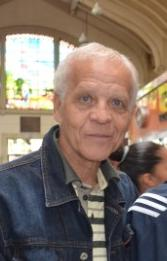
Ademir da Guia, ídolo de Palmeiras

El cambio de la decisión de São Paulo de 1954 sería bastante doloroso para los fanáticos de Corinthians, ya que el 22 de diciembre de 1974, Palmeiras derrotó a Alvinegro por 1 a 0 en la final del Campeonato de São Paulo ese año. Corinthians había estado sin ganar el título estatal durante veinte años e, incluso contando estrellas como Rivelino, Vaguinho y Zé Maria, y también la abrumadora mayoría de los 120.522 fanáticos que superó a Morumbi, el equipo de Alvinegra fue derrotado por el equipo. alviverde comandado por Dudu y Ademir da Guia, con Osvaldo Brandão como entrenador. La victoria palmeirense fue decretada por el gol del delantero central Ronaldo, en el minuto 24 de la segunda mitad. Al final del juego, la minoría de poco más de diez mil fanáticos palmeirenses en el estadio comenzó el grito "Zum, zum, zum, son 21", en referencia a otro año que se agregaría a los 20 de Corinthians sin títulos.

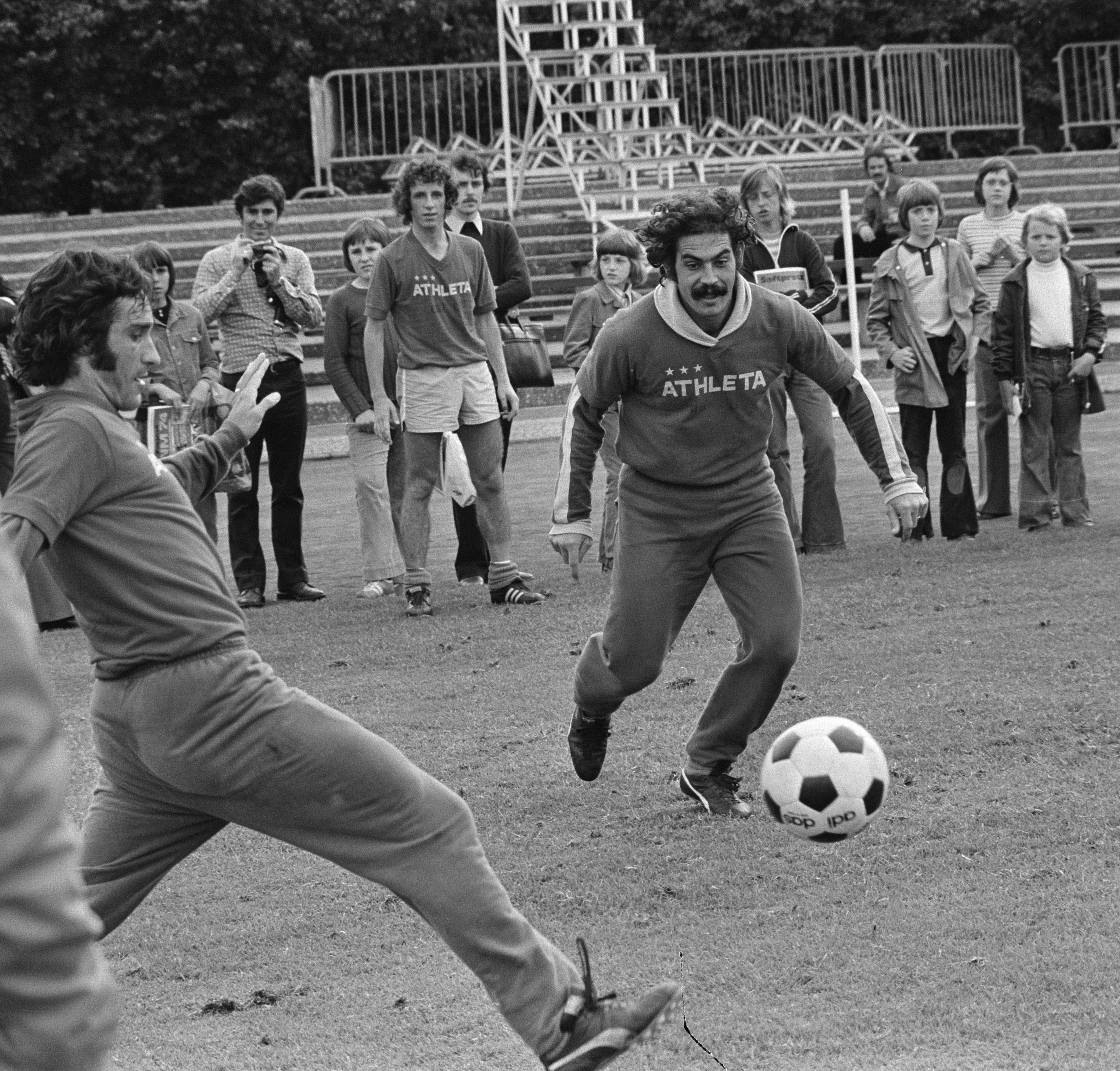
Roberto Rivelino, grande nombre de Corinthians

En el Campeonato Paulista de 1979, Palmeiras fue dirigido por el entrenador Telê Santana y fue nombrado como el favorito por el título debido a la buena campaña en la primera fase de la competencia. Una maniobra entre bastidores del entonces presidente de Corinthians, Vicente Matheus, jugó la semifinal que llevó a Derby a enero de 1980. Durante la primera fase del campeonato, utilizó un derecho que terminó interrumpiendo el campeonato durante 4 meses. El presidente de Corinthians se negó a jugar el partido contra Ponte Preta, en la primera fase, ya que se programó una doble ronda, y Matheus dijo que Corinthians terminaría dañado en la división de ingresos (como en los años 77 y 78, según la regulación, en los criterios de clasificación, la colección obtenida por los clubes también se consideró junto con el puntaje en las dos rondas anteriores). De hecho, no se previó la doble ronda y el campeonato se detuvo, haciendo que la maniobra de intervención sea una estrategia para paralizar el campeonato y enfriar al mayor rival que estaba lleno. Así, sin el mismo impulso que a fines de 1979, Palmeiras concedió el empate 1-1 al alvinegro del Parque São Jorge en el minuto 40 de la segunda mitad del primer juego. En el segundo partido, jugado el 30 de enero, un gol de canela de Biro-Biro, dio la victoria y la eliminación de Corinthians alviverde, allanando el camino para el título del equipo blanco y negro en esa competencia.

### Rivalidad en los años 1980 y 1990
En 1982, el apogeo del 'tabú' del título palmeirense y el apogeo de la democracia corintiana, Corinthians aplicó su mayor derrota sobre Palmeiras. En un partido válido para el Campeonato Paulista, el alvinegro ganó por 5 a 1, con tres goles y un espectáculo del entonces recién llegado Casagrande, uno del mediocampista Sócrates y otro del mediocampista Biro-Biro. Con un equipo altamente técnico, alvinegro siguió bien en la competencia y alcanzó el título, después de vencer a São Paulo en la final. Alviverde fue tercero en el campeonato.
En 1983, una de las semifinales del Campeonato Paulista de ese año contó con Derby. En dos juegos muy disputados, Corinthians y Palmeiras honraron la tradición del clásico. En el primer partido, el puntaje fue de 1 a 1 y el punto culminante fue la marca impuesta por alviverde en Sócrates. A cargo de esta tarea, el defensor Márcio Alcântara no se separó del jugador de Corinthians en ningún momento, pero, después de dejar atrás en el marcador, el equipo de alvinegro empató a los 31 minutos de la segunda mitad, con un gol de penalti exactamente por Sócrates. En el segundo partido, también jugado en el estadio Morumbi, Palmeiras repitió la táctica de tratar de anular al centrocampista, pero, ya escaldado, el jugador logró moverse más fácilmente y, en una jugada individual, anotó el gol ganador por 1 a 0 El marcador eliminó a Palmeiras y aseguró a Corinthians en otra final, en la que el equipo del Parque São Jorge alcanzaría el segundo campeonato, nuevamente por encima de São Paulo.

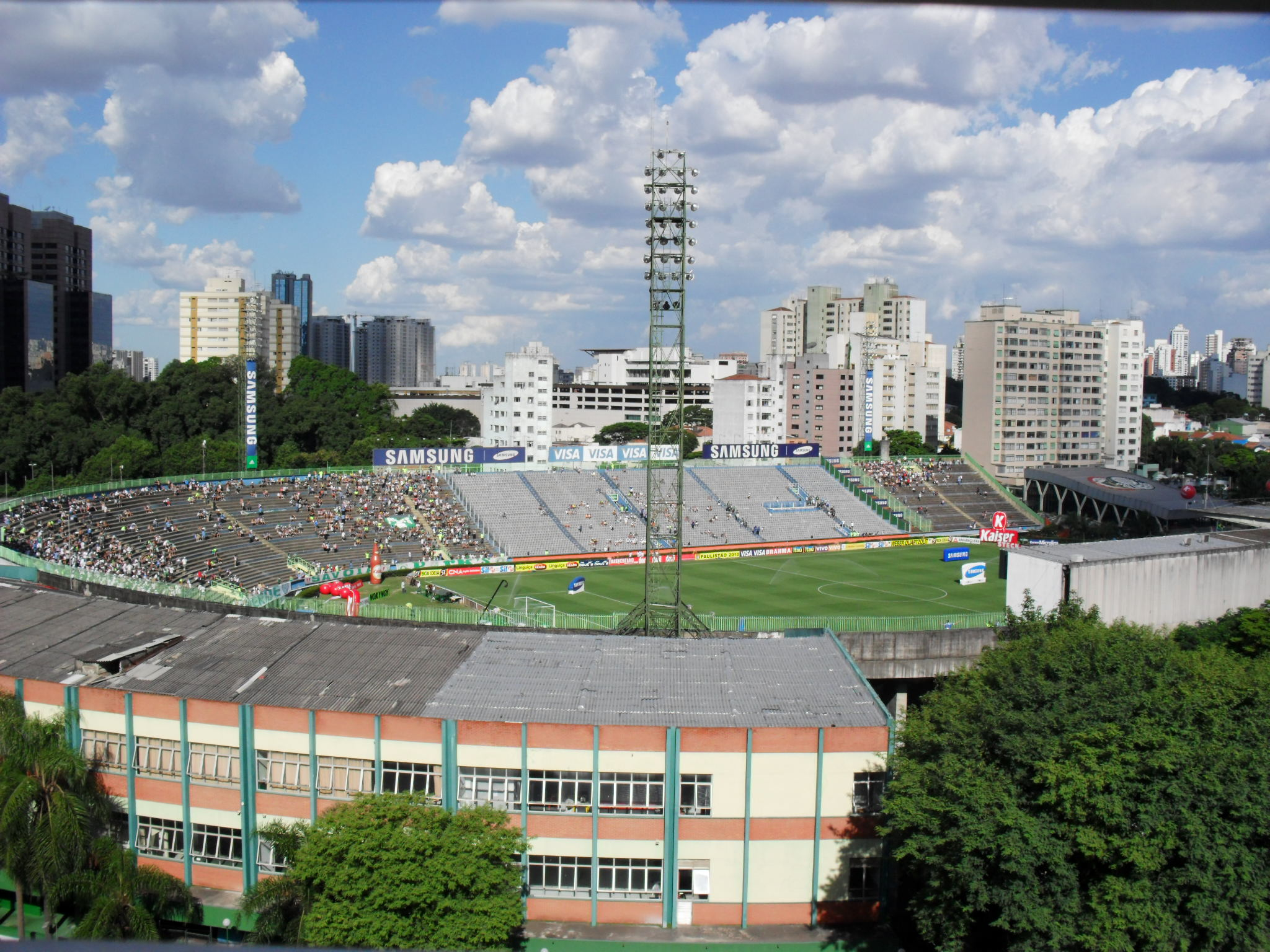
Estadio Palestra Itália, antiguo estadio de Palmeiras

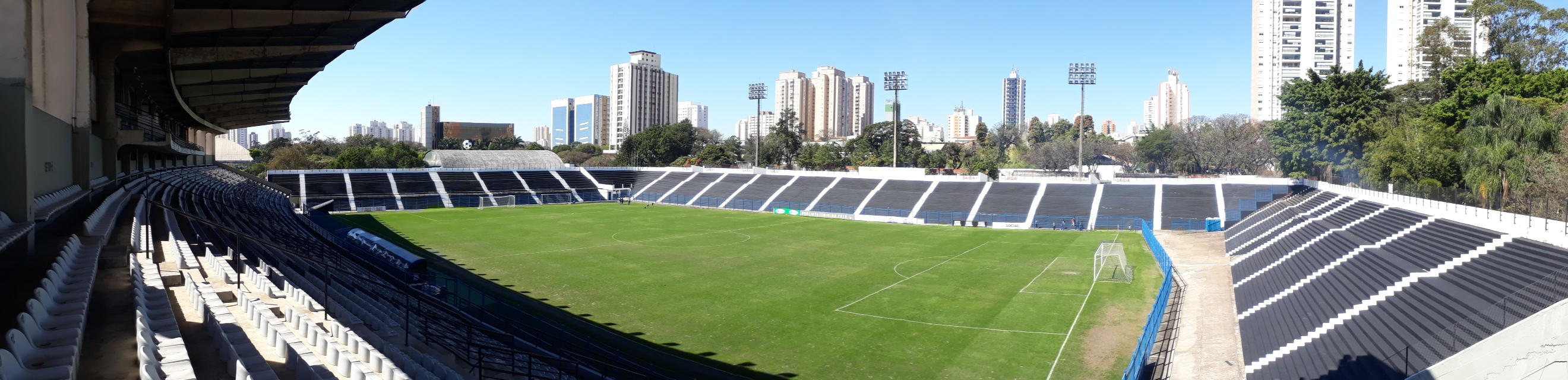
Estadio Alfredo Schürig, propiedad de Corinthians

En 1986, a pesar de permanecer sin títulos, el palmeirense tuvo dos alegrías en los juegos contra Corinthians, ambos para el Campeonato Paulista de ese año. La primera tuvo lugar en la segunda ronda del campeonato, con el regreso de la derrota por 5-1 ante los corintios en 1982. La segunda tuvo lugar en las semifinales de Paulistão. Después de un primer juego lleno de errores de arbitraje, Corinthians ganó el partido por 1 a 0, con un gol de Cristóvão. Palmeiras dio un cambio en el segundo juego, con una victoria por 3-0, con una gran exhibición del delantero Mirandinha, quien anotó, en tiempo normal, el gol estaba vivo en el minuto 42 de la segunda mitad y, en tiempo extra, el segundo gol de Palmeras. La victoria por 3-0 terminó con un gol olímpico del centrocampista Éder.

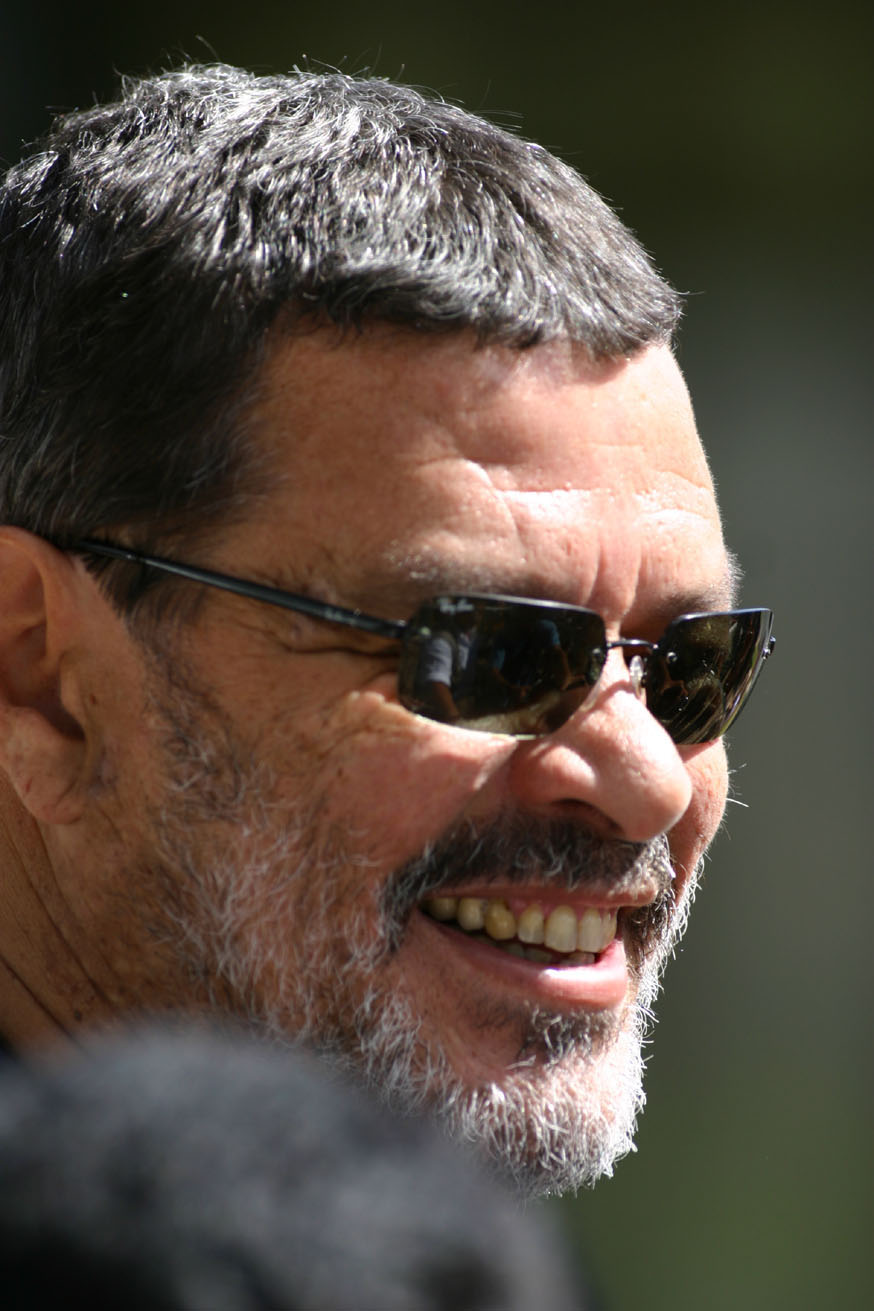
Sócrates, uno de los ícones máximos de Corinthians

En el Campeonato Brasileño de 1989, Palmeiras llegó a la última ronda necesitando la victoria para llegar a la final de la competencia. Ya eliminado, Corinthians fue el oponente indigesta en el partido jugado el 10 de diciembre de 1989, ya que, con un gran gol del delantero Cláudio Adão, con su talón, evitó que el archirrival, 13 años sin título, llegara a la final contra o São Paulo.
El 12 de junio de 1993, otra decisión que involucró un extenso tabú, de 16 años, solo el de Palmeiras. Comandado por el entrenador Vanderlei Luxemburgo, alviverde terminó el título rápidamente, ganando la final del Campeonato Paulista contra Corinthians 4-0 (3-0 en tiempo normal y 1-0 en tiempo extra), con goles marcados por Zinho, Evair (2) y Edílson. De acuerdo con las reglas de la competencia, Palmeiras, quien había hecho la mejor campaña en el campeonato, necesitaba ganar el segundo juego de la final para tomar la decisión por tiempo extra, ya que Corinthians ganó el primer juego 1-0, con un gol marcado por Viola, que imitó a un cerdo, provocando a la multitud y al elenco alviverde. Palmeiras abrió el marcador del segundo juego en la primera mitad, cuando después de un pase del centro delantero Evair, el mediocampista Zinho golpeó una patada en la pierna derecha. En la segunda mitad, Mazinho jugó por la izquierda y cruzó para Evair para agrandar. Poco después, Daniel Frasson cruzó por la izquierda a Evair, quien pateó el travesaño, pero Edílson anotó por la izquierda. Con este marcador, alviverde estaba jugando para un empate en tiempo extra, pero Evair anotó desde el punto de penalti el gol del título y la ruptura del tabú.
Aún en 1993, en el Torneio Rio-São Paulo, Palmeiras ganó otra final contra el Corinthians. En el primer juego, el demonio Edmundo anotó dos goles y aseguró la victoria en el primer juego, en Pacaembu por 2 a 0. Los goles terminaron decidiendo el título, ya que en el juego final, un empate 0-0 llevó la copa a La Palestra Italia.

### Decisiones en el Brasileirão y Copa Libertadores
A finales de 1994, Palmeiras y Corinthians tomaron otra decisión, esta vez la más importante del derbi nacional. Los equipos de São Paulo llegaron a la final del Campeonato Brasileño ese año en dos juegos que se jugaron en el Estadio Pacaembu. En el primer partido, jugado el 15 de diciembre, Alviverde derrotó a Alvinegro 3-1, con una gran exhibición del mediocampista Rivaldo, quien anotó dos de los tres goles de Palmeiras. Con la apertura de una gran ventaja sobre el archirrival, Palmeiras entró en silencio en el segundo partido y ganó su octavo título del Campeonato Brasileño el 18 de diciembre con un empate 1-1 contra Corinthians.
En 1995, Corinthians regresó para retribuir a Palmeiras en una decisión, luego de fallas en los dos años anteriores. Los equipos llegaron a la final del Campeonato Paulista ese año, y los dos partidos decisivos se jugaron en Ribeirão Preto, en el Estadio Santa Cruz. El primer juego terminó con un empate 1-1, con Palmeiras alcanzando la igualdad en el minuto 48 de la segunda mitad con un gol del delantero Nílson. En el segundo partido, el mismo Nílson abrió el marcador para el alviverde, pero el centrocampista Marcelinho Carioca sacó un hermoso tiro libre. En tiempo extra, el centrocampista Elivelton definió el marcador de 2 a 1 y selló el título de Corinthians Paulista quien, por primera vez en su historia, abandona el campo con una victoria en una decisión oficial del título contra Palmeiras.

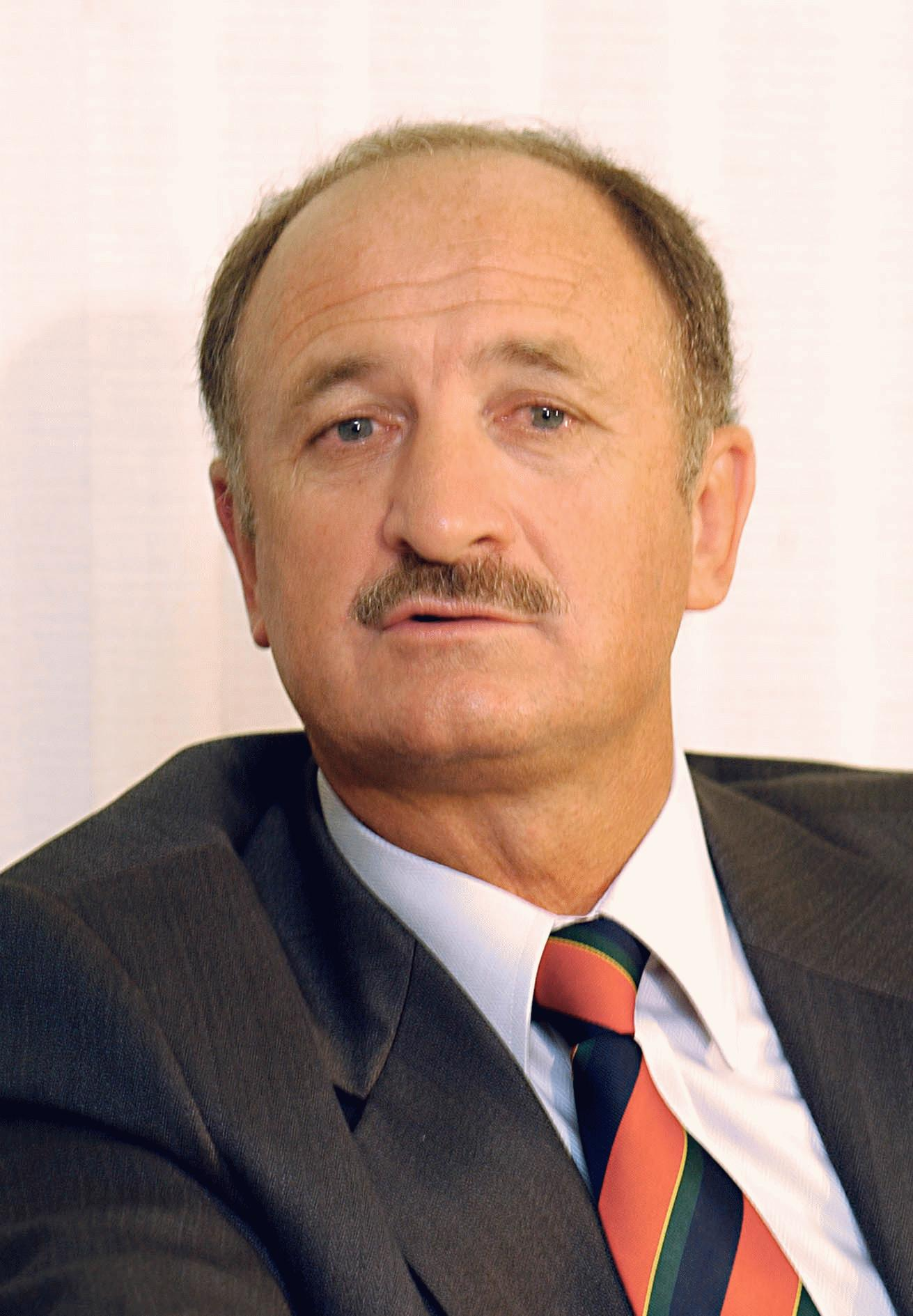
Luiz Felipe Scolari, el "Felipão" entrenó Palmeiras en dos ocasiones

En los cuartos de final de la Copa Libertadores 1999, Palmeiras eliminó al archirrival. Ambos partidos se celebraron en el estadio Morumbi y terminaron con un puntaje de 2: 0: en el primero, el 5 de mayo, la victoria vino de Palmeiras, después de un verdadero bombardeo de Corinthians al gol alviverde, pero con un gran desempeño del portero Marcos, que llegó a ser llamado "São Marcos" por los fanáticos; En el segundo partido, el 12 de mayo, ganó Corinthians. Con eso, la decisión fue a los penaltis, con el equipo verde y blanco ganando 4-2, con otra gran actuación de Marcos, quien vio al delantero del Corinthians Dinei patear el travesaño y defendió una de las penalizaciones de la disputa, acusada por el media Vampeta.
Un mes después del enfrentamiento en Libertadores, Palmeiras y Corinthians volvieron a tomar una decisión, ahora, en la final del Campeonato Paulista de 1999. En el primer juego, jugado el 13 de junio, alviverde salvó a los titulares, como lo habría hecho, tres días después. La decisión contra el Deportivo Cali de Colombia para la final de la Copa Libertadores. El alvinegro aprovechó la situación y ganó el partido por 3 a 0. En el segundo juego, jugado el 20 de junio, días después de que Palmeiras ganó los Libertadores, la rivalidad, que históricamente es inmensa, estaba al límite. Marcelinho Carioca abrió el marcador, pero Evair, con dos goles, cambió el juego, empatado por Edílson, en el minuto 28 de la segunda mitad. Con el título prácticamente garantizado, Edílson provocó al equipo de Palmeiras haciendo "embajadas" y haciendo malabares con el balón. Al defensor junior y al delantero Paulo Nunes no le gustó la provocación y fue por los Corinthians, lo que provocó una pelea general en el campo. El juez Paulo César de Oliveira terminó el partido antes del tiempo normal y Corinthians fue nuevamente campeón de São Paulo.
Al año siguiente, los dos grandes rivales volverían a encontrarse en la Copa Libertadores 2000, solo en la fase semifinal. El duelo, ganado nuevamente por penales de Palmeiras, también trajo como ingredientes el hecho de que defendió el título continental de 1999 y que Corinthians ganó, a principios de 2000, el primer Campeonato Mundial de Clubes de la FIFA. Los nuevos enfrentamientos, que tuvieron lugar en el Estadio Morumbi, también fueron vistos como una forma de revancha de los Corinthians sobre sus archirrivales, en relación con el nocaut del año anterior. En el primer partido de las semifinales de Libertadores de 2000, Corinthians venció a Palmeiras 4-3. Después de abrir el marcador con un gol del mediocampista Ricardinho y permitir que el equipo empatara el juego en 3 a 3, alvinegro decidió El partido en los últimos minutos, con un gol desde la rueda de Vampeta. El partido decisivo, jugado el 6 de junio, tuvo altas dosis de emoción, ya que tuvo dos turnos de puntuación. Palmeiras abrió el marcador con un gol del delantero Euller. Corinthians alcanzó el primer turno con dos goles de Luizão. Palmeiras cambió el juego nuevamente y estableció el marcador en 3-2, con goles de Alex y Galeano. Con la igualdad en la diferencia de goles, la clasificación para la siguiente fase entre los dos equipos se definió, por segundo año consecutivo, en los penaltis. Palmeiras eliminó a Corinthians, ya que convirtieron los cinco tiros libres, mientras que el oponente desperdició el último tiro libre indirecto, después de que el portero Marcos defendió la colección del ídolo de Corinthians Marcelinho Carioca, en uno de los momentos más llamativos en la historia de la competencia y el derbi de São Paulo.

### El Derby en elSigloXXI

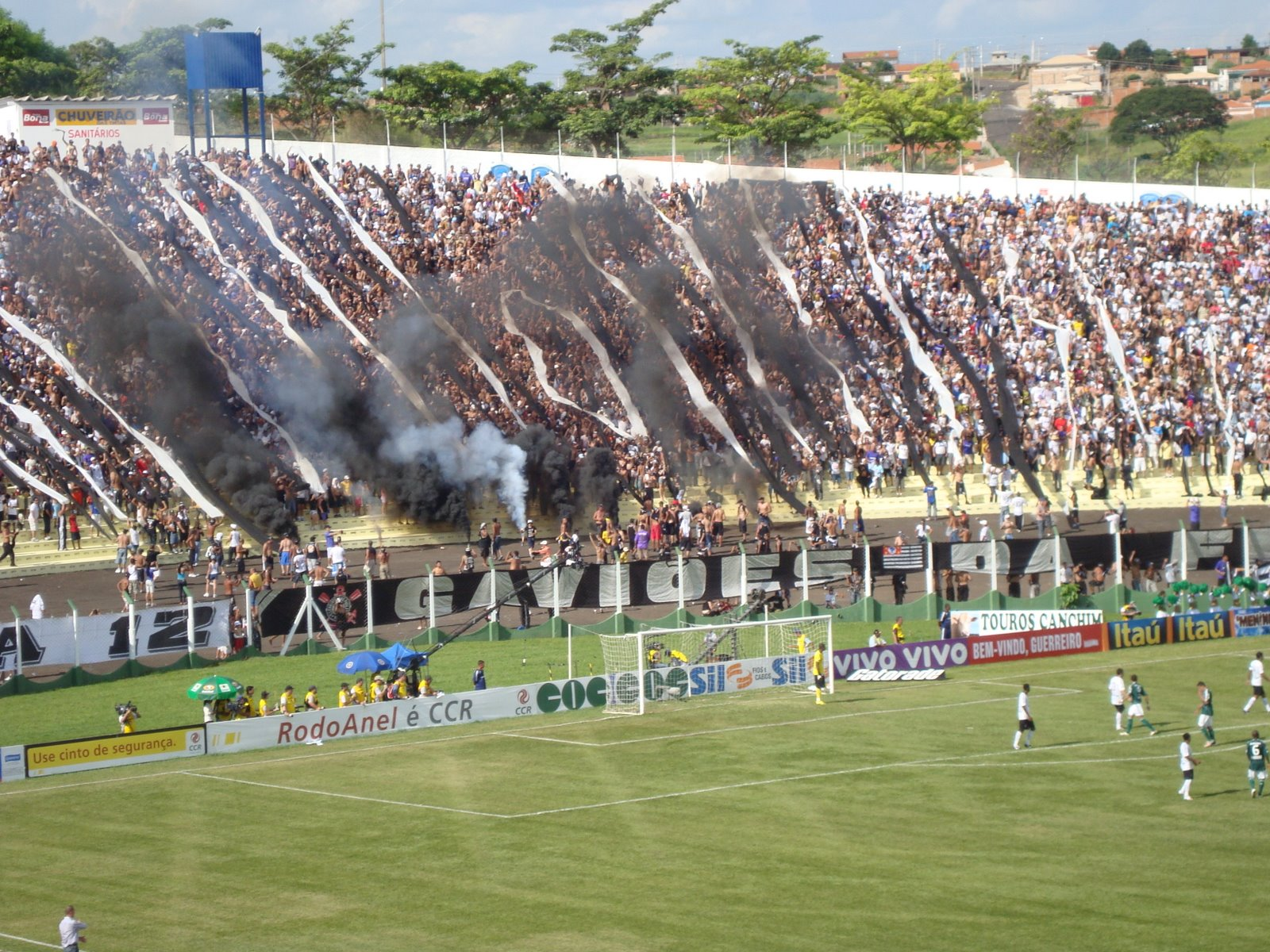
Derby Paulista disputado en el interior del estado de São Paulo, en 2009

En 2011, Palmeiras y Corinthians jugaron un juego muy tenso en las semifinales del Campeonato Paulista. Con el controvertido arbitraje del juez Paulo César de Oliveira, alviverde jugó la mayor parte del partido con un jugador menos, ya que el defensor Danilo fue enviado por un carro violento sobre el delantero Corinthians Liédson. A pesar de la adversidad y también la expulsión del entrenador Luis Felipe Scolari, Palmeiras dominó el partido y marcó el primer gol, en el minuto 7 de la segunda mitad, con el defensor Leandro Amaro. Corinthians, a su vez, empató el partido a los 19 minutos, con un gol del delantero William. La disputa fue en un solo juego y, como terminó en un empate, la decisión fue penalizada. En las colecciones, el portero de Corinthians, Júlio César, defendió la sexta colección, del jugador de la ciudad de João Vítor, y el peruano Ramírez golpeó el tiro libre, clasificó al equipo en la final del campeonato y rompió un tabú de Corinthians, que nunca había eliminado al archirrival a través de penaltis.
En el mismo año, en diciembre, los archirrivales se encontraron nuevamente en un juego decisivo. Palmeiras no tenía posibilidades de ganar un título y ya estaba calificado para la Copa Sudamericana 2012, pero Corinthians estaba jugando el juego que podría traer su quinta conquista del Campeonato Brasileño, jugado en el sistema de puntos de carrera. El equipo de alvinegra era el líder de la competencia y solo necesitaba un empate para obtener el título, mientras que Vasco, segundo en la tabla, necesitaba animar la victoria de Palmeiras y derrotar a su archirrival Flamengo en Estádio Engenhão para ser campeón. En Estádio do Pacaembu, Corinthians y Palmeiras jugaron un juego tenso, con dos expulsiones en cada lado, pero sin goles, mientras que Vasco y Flamengo empataron 1-1 en Río de Janeiro. Al final de ambos juegos, Corinthians ganó el Campeonato Brasileño de 2011. Palmeiras ocupó el undécimo puesto en el campeonato. Vasco, a su vez, ocupó el segundo lugar y Flamengo quedó en cuarto lugar en la mesa.
En 2014, el 27 de julio, Corinthians y Palmeiras se enfrentaron nuevamente, esta vez en el nuevo estadio del Alvinegro, Arena Corinthians, para la primera ronda del Campeonato Brasileño. Con goles de Paolo Guerrero y Petros, el equipo local derrotó al equipo alviverde por 2 a 0 en el primer Derby Paulista jugado en la arena.
Al año siguiente, el 8 de febrero de 2015, fue el turno de Derby en el Allianz Parque, un nuevo estadio de Palmeiras, construido donde estaba el antiguo estadio Palestra Itália. En la semana previa al duelo para la primera fase del Campeonato de São Paulo 2015, debido al temor a la violencia entre los fanáticos organizados rivales, el Ministerio Público intentó imponer su deseo de jugar el juego con la única afición local, un deseo que fue También el presidente de Palmeiras, Paulo Nobre, pero que no contaba con el apoyo de los aficionados de ambos equipos. Después de que el presidente de Corinthians, Mario Gobbi, amenazó con no jugar el juego, la Federación de Fútbol de São Paulo regresó y asignó la carga de boletos al alvinegro. En el juego, a diferencia de Corinthians, alviverde no pudo ganar el primer Derby en la arena remodelada. Perdió 1-0, con un gol del mediocampista Danilo, en un partido también marcado por la expulsión del portero Cássio, del Corinthians, por 'cera'.
La venganza palmeirense se produjo meses después, en el mismo Campeonato Paulista, por la semifinal de la competencia. En un partido jugado en Arena Corinthians el 19 de abril de 2015, los equipos empataron en el tiempo normal con un marcador de 2 a 2: Palmeiras salió adelante con un gol de Victor Ramos, tomó el turno con goles de Danilo y Stiven Mendoza, pero empató con Rafael Marques. Las regulaciones del campeonato preveían un solo juego en la casa del equipo con la mejor campaña, el invicto blanco-negro. Pero, si hubiera un empate, la decisión iría a penas. En los cargos, el delantero alviverde Robinho pateó el balón, pero Elias y Petros, de Corinthians, salvaron los cargos del portero Fernando Prass. La victoria del equipo visitante en los tiros penales por 6 a 5, en el medio de la arena en Itaquera, representó la primera eliminación de Corinthians en su nuevo hogar en una competencia oficial, precisamente para el archirrival histórico, que calificó para la final de la competencia, contra Santos.
Poco más de un mes después de eliminar a los Corinthians en el Campeonato Paulista, Palmeiras superó a sus rivales, esta vez con una victoria en el tiempo normal, en el Arena Corinthians, por 2 a 0, para la primera ronda del Campeonato Brasileño 2015. Fue la primera victoria de alviverde en la casa de Alvinegra y la primera derrota de los corintianos en clásicos en su arena. El partido, que se jugó el 31 de mayo y tenía goles marcados por Rafael Marques y Zé Roberto, también hizo que Palmeiras rompa un ayuno de victorias sobre el archirrival que duró desde agosto de 2011.

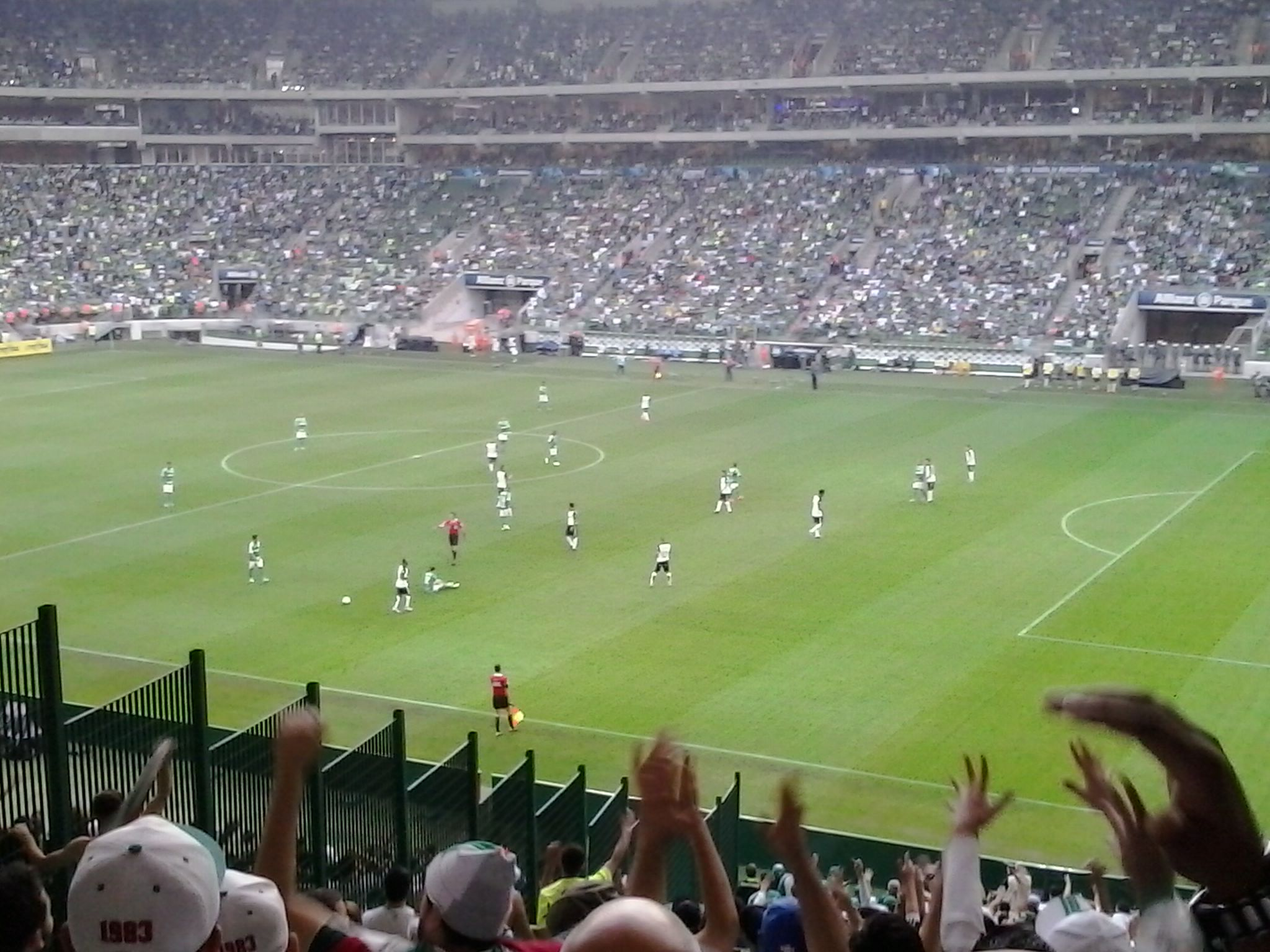
Derby Paulista disputado en el Allianz Parque en el Brasileirao 2015, que terminó igualado 3-3

2015 fue un año importante para revitalizar la rivalidad y, en la segunda ronda del Campeonato Brasileño, no fue diferente de lo que se vio en la primera mitad. El 6 de septiembre, en un partido jugado en Allianz Parque, Palmeiras y Corinthians hicieron un clásico definido por la prensa como "electrizante". En el juego, alviverde salió delante del marcador con un gol anotado por Lucas, en el minuto 18 de la primera mitad, pero el alvinegro empató en el 24, con Guilherme Arana. En la secuencia, a los 26 años, Palmeiras volvió a empatar con un gol anotado por el mediocampista Robinho. Los corintios llegaron a 2 a 2, a 37, con un gol contra el mediocampista alviverde Amaral, pero el archirrival hizo 3 a 2 todavía, en la primera mitad, a 41, con un gol anotado por Dudu. En la etapa final, Alvinegro comenzó un empate después de 33 minutos, estableciendo el marcador en 3 a 3, en uno de los mejores juegos del Brasileirão 2015.
La primera victoria de Palmeiras en Allianz Parque sobre su clásico rival ocurrió el 12 de junio de 2016, cuando derrotaron a Corinthians 1-0 en un juego válido para el Campeonato Brasileño de 2016. El gol del partido se marcó a los 2 minutos de la segunda mitad por el mediocampista Cleiton Xavier. En este Derby Paulista, también fue la primera vez que el clásico se jugó sin hinchas visitantes. En ese momento, la arena palmeirense tenía su récord público roto. Hubo 39.935 pagadores con un ingreso de R $ 2.763.659,36.

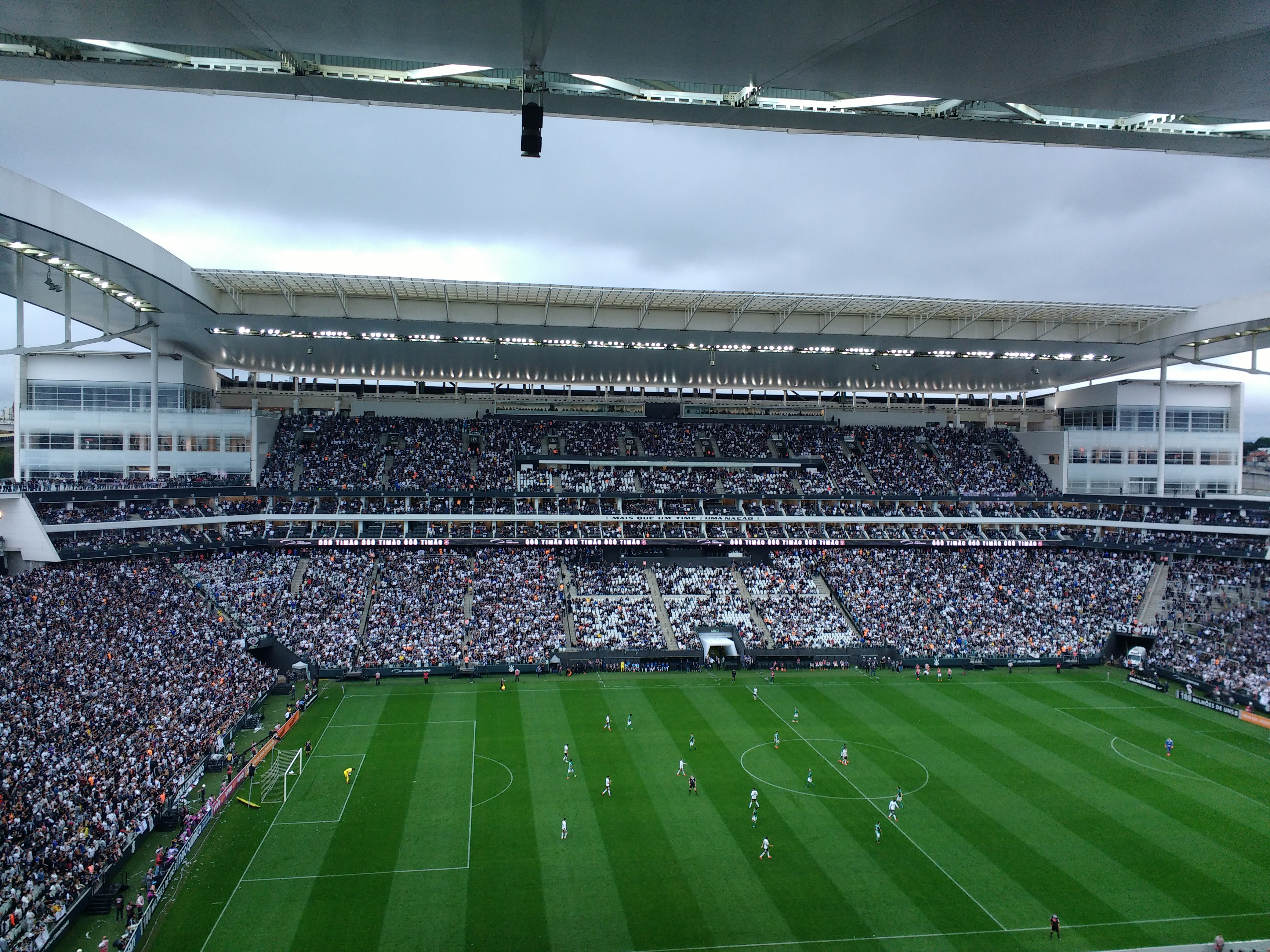
Derby Paulista disputado en el Arena Corinthians en el Brasileirao 2017, donde registró el público record de estadio (46.090 espectadores)

2017 es el año que marca el centenario de Derby Paulista y cuenta con la unión de equipos en la promoción del clásico, con varias acciones de marketing juntas. En el primer clásico del año, jugado en Arena Corinthians, alvinegro tomó el mejor lugar, derrotando alviverde por 1 a 0. El juego estuvo marcado por un error de arbitraje por el juez Thiago Duarte Peixoto, quien expulsó al mediocampista Gabriel por error. Corinthians, en lugar de advertir al jugador alvinegro Maycon en un movimiento con el delantero Keno, de Palmeiras, al final de la primera mitad. En desventaja numérica, Corinthians fue arrinconado por el rival durante la mayor parte de la segunda mitad, pero alcanzó el objetivo de la victoria heroica en el minuto 43 de la segunda mitad con un gol del delantero Jô, llevando a la multitud al delirio. En el segundo partido que marcó el año del centenario, Corinthians derrotó a Palmeiras una vez más, esta vez por 2-0 y en Allianz Parque, por la primera ronda del Campeonato Brasileño 2017, con goles de Jadson y Guilherme Arana. Como en 2016, cuando Palmeiras había ganado los tres clásicos del año, Corinthians cerró el triplete de victorias sobre el mayor rival en la segunda ronda del Campeonato Brasileño, en un juego jugado el 5 de noviembre. Con goles de Romero, Balbuena y Jô, el blanco y negro derrotó por 3 a 2 alviverde, que anotó con Mina y Moisés, en un juego que estableció el récord público en los juegos entre clubes en la Arena Corinthians hasta 2019.
En 2018, después de 19 años, Corinthians y Palmeiras decidieron nuevamente una final de campeonato, en este caso, la del Campeonato Paulista 2018. En el primer partido, jugado en el Corinthians Arena, en un juego muy disputado, Palmeiras ganó 1-0, con un gol del delantero central Miguel Borja, rompiendo una secuencia de cuatro victorias consecutivas del Corinthians en los cuatro partidos anteriores del Derby. En el segundo juego celebrado en Allianz Parque, Corinthians hizo el cambio, ganando 1-0 en tiempo normal, con un gol de Rodriguinho. Con el resultado, la decisión fue a los penaltis, con otra victoria de Alvinegra, esta vez por 4 a 3. Por lo tanto, Corinthians conquistó su vigésimo noveno título de São Paulo en medio de Alviverde House. La final en Allianz Parque también estuvo marcada por el controvertido arbitraje de Marcelo Aparecido Ribeiro de Souza, quien canceló una penalización contra el delantero de Palmeiras Dudu, en la segunda mitad del partido. En ese momento, el juego se paralizó durante 8 minutos, con la agitación provocada por jugadores de ambos equipos, que no estaban satisfechos, con la marcación (en el caso de los corintianos) y por el cambio de su decisión (en el caso de los palmeirenses). Con el regreso detrás del árbitro, el juego pasó al tiempo normal con el marcador 1 a 0 para Corinthians. Después de que el título del equipo de alvinegra se confirmó con la victoria en los penaltis, Palmeiras informó la violación con la Federación de Fútbol de São Paulo, alegando que la decisión del juez fue cambiada por interferencia externa, un procedimiento no autorizado por la FIFA, y condicionando el final de la violación con el adopción de prácticas más transparentes por parte de la entidad en relación con el arbitraje, como la implementación del video árbitro. La revuelta palmeirense con arbitraje y la pérdida del título del mayor rival también golpeó a la multitud, con la destrucción de equipos y trenes de metro en la estación Barra Funda, realizada por miembros de "torcidas organizadas".
En 2020, durante la pandemia del COVID-19, Palmeiras venció a su archirrival Corinthians en una final histórica del Campeonato Paulista. En la primera decisión en la historia de la competición y entre equipos sin público en el estadio, el Palmeiras se impuso tras vencer en la tanda de penales al Corinthians.

## Estadísticas

### Historial estadístico
| Torneo                    | PJ  | GP  | E   | GC  | GolP | GolC |
| ------------------------- | --- | --- | --- | --- | ---- | ---- |
| Campeonato Paulista       | 217 | 70  | 68  | 79  | 296  | 290  |
| Torneo Río-São Paulo      | 29  | 16  | 6   | 7   | 58   | 36   |
| Campeonato Brasileño      | 71  | 28  | 24  | 19  | 91   | 64   |
| Copa de Brasil            | 2   | 0   | 0   | 2   | 0    | 3    |
| Torneio dos Campeões      | 2   | 1   | 1   | 0   | 2    | 1    |
| Copa Libertadores         | 6   | 3   | 0   | 3   | 10   | 10   |
| Otros torneos y amistosos | 60  | 18  | 19  | 23  | 88   | 97   |
| Total                     | 387 | 136 | 118 | 133 | 545  | 501  |

| PJ: partidos jugados       |
| GP: ganador Palmeiras      |
| GC: ganador Corinthians    |
| E: empate                  |
| GolP: goles de Palmeiras   |
| GolC: goles de Corinthians |

Fuente: .

### Evolución del historial del Derby Paulista por década
Para las siguientes estadísticas se tienen en cuenta los partidos oficiales y amistosos entre ambos equipos.
| Década    | Victorias de Corinthians | Empates | Victorias de Palmeiras | Diferencia en el historial | Década ganada por |
| --------- | ------------------------ | ------- | ---------------------- | -------------------------- | ----------------- |
| 1911-1920 | 3                        | 2       | 6                      | +3 (3–6)                   | Palmeiras         |
| 1921-1930 | 7                        | 3       | 10                     | +6 (10–16)                 | Palmeiras         |
| 1931-1940 | 8                        | 10      | 15                     | +13 (18–31)                | Palmeiras         |
| 1941-1950 | 17                       | 10      | 10                     | +6 (35–41)                 | Corinthians       |
| 1951-1960 | 22                       | 11      | 11                     | +5 (57–52)                 | Corinthians       |
| 1961-1970 | 9                        | 11      | 18                     | +4 (66–70)                 | Palmeiras         |
| 1971-1980 | 13                       | 19      | 11                     | +2 (79–81)                 | Corinthians       |
| 1981-1990 | 10                       | 11      | 11                     | +3 (89–92)                 | Palmeiras         |
| 1991-2000 | 16                       | 15      | 21                     | +8 (105–113)               | Palmeiras         |
| 2001-2010 | 9                        | 8       | 7                      | +6 (114–120)               | Corinthians       |
| 2011-2020 | 14                       | 11      | 8                      | 0 (128–128)                | Corinthians       |
| 2021-2030 | 5                        | 7       | 8                      | +3 (133–136)               | en curso          |

Datos actualizados al último partido jugado el 6 de agosto de 2025.

### Eliminaciones directas por torneos oficiales
Se listan los partidos eliminatorios de toda la historia. No se incluyen fases de torneos disputadas por puntos entre tres o más equipos.
     Torneo estatal.      Torneo regional.      Torneo nacional.      Torneo internacional.
| #  | Torneo                         | Ronda                        | Resultados                                                                           | Desenlace                                              |
| -- | ------------------------------ | ---------------------------- | ------------------------------------------------------------------------------------ | ------------------------------------------------------ |
| 1  | Campeonato Paulista 1936       | Final                        | Palestra 1 - 0 Corinthians / Corinthians 0 - 0 Palestra / Palestra 2 - 1 Corinthians | Campeón Palmeiras.                                     |
| 2  | Campeonato Paulista Extra 1938 | Final                        | Palestra 0 - 0 Corinthians / Corinthians 1 - 2 Palestra                              | Campeón Palmeiras.                                     |
| 3  | Torneo Rio-São Paulo 1951      | Final                        | Palmeiras 3 - 2 Corinthians / Corinthians 1 - 3 Palmeiras                            | Campeón Palmeiras.                                     |
| 4  | Campeonato Paulista 1974       | Final                        | Palmeiras 1 - 1 Corinthians / Corinthians 0 - 1 Palmeiras                            | Campeón Palmeiras.                                     |
| 5  | Campeonato Paulista 1977       | Final - 2do turno            | Palmeiras 0 - 1 Corinthians                                                          | Ganador Corinthians.                                   |
| 6  | Campeonato Paulista 1978       | Cuartos de final - 1er turno | Palmeiras 0 - 3 Corinthians                                                          | Clasificó Corinthians.                                 |
| 7  | Campeonato Paulista 1979       | Semifinal                    | Corinthians 1 - 1 Palmeiras / Palmeiras 0 - 1 Corinthians                            | Clasificó Corinthians.                                 |
| 8  | Campeonato Paulista 1983       | Semifinal                    | Palmeiras 1 - 1 Corinthians / Corinthians 1 - 0 Palmeiras                            | Clasificó Corinthians.                                 |
| 9  | Campeonato Paulista 1986       | Semifinal                    | Corinthians 1 - 0 Palmeiras / Palmeiras 3 - 0 Corinthians (pró.)                     | Clasificó Palmeiras.                                   |
| 10 | Campeonato Paulista 1993       | Final                        | Corinthians 1 - 0 Palmeiras / Palmeiras 4 - 0 Corinthians (pró.)                     | Campeón Palmeiras.                                     |
| 11 | Torneo Rio-São Paulo 1993      | Final                        | Palmeiras 2 - 0 Corinthians / Corinthians 0 - 0 Palmeiras                            | Campeón Palmeiras.                                     |
| 12 | Campeonato Brasileño 1994      | Final                        | Corinthians 1 - 3 Palmeiras / Palmeiras 1 - 1 Corinthians                            | Campeón Palmeiras.                                     |
| 13 | Campeonato Paulista 1995       | Final                        | Palmeiras 1 - 1 Corinthians / Corinthians 2 - 1 Palmeiras (pró.)                     | Campeón Corinthians.                                   |
| 14 | Copa Libertadores 1999         | Cuartos de final             | Palmeiras 2 - 0 Corinthians / Corinthians 2 - 0 Palmeiras                            | Clasificó Palmeiras en definición por penales (4-2).   |
| 15 | Campeonato Paulista 1999       | Final                        | Corinthians 3 - 0 Palmeiras / Palmeiras 2 - 2 Corinthians                            | Campeón Corinthians.                                   |
| 16 | Copa Libertadores 2000         | Semifinal                    | Corinthians 4 - 3 Palmeiras / Palmeiras 3 - 2 Corinthians                            | Clasificó Palmeiras en definición por penales (5-4).   |
| 17 | Campeonato Paulista 2003       | Semifinal                    | Palmeiras 2 - 2 Corinthians / Corinthians 4 - 2 Palmeiras                            | Clasificó Corinthians.                                 |
| 18 | Campeonato Paulista 2011       | Semifinal                    | Palmeiras 1 - 1 Corinthians                                                          | Clasificó Corinthians en definición por penales (6-5). |
| 19 | Campeonato Paulista 2015       | Semifinal                    | Corinthians 2 - 2 Palmeiras                                                          | Clasificó Palmeiras en definición por penales (6-5).   |
| 20 | Campeonato Paulista 2018       | Final                        | Corinthians 0 - 1 Palmeiras / Palmeiras 0 - 1 Corinthians                            | Ganó Corinthians en definición por penales (4-3).      |
| 21 | Campeonato Paulista 2020       | Final                        | Corinthians 0 - 0 Palmeiras / Palmeiras 1 - 1 Corinthians                            | Ganó Palmeiras en definición por penales (4-3).        |
| 22 | Campeonato Paulista 2021       | Semifinal                    | Corinthians 0 - 2 Palmeiras                                                          | Clasificó Palmeiras.                                   |
| 23 | Campeonato Paulista 2025       | Final                        | Palmeiras 0 - 1 Corinthians / Corinthians 0 - 0 Palmeiras                            | Campeón Corinthians.                                   |
| 24 | Copa de Brasil 2025            | Octavos de final             | Corinthians 1 - 0 Palmeiras / Palmeiras 0 - 2 Corinthians                            | Clasificó Corinthians.                                 |

Detalles
- En 24 eliminaciones directas entre el período 1936-2025: Palmeiras logró imponerse en 13 oportunidades, ocho veces por torneos estaduales, dos veces por el Torneo Rio-São Paulo, una vez por el Brasileirão y dos veces por la Copa Libertadores; mientras que Corinthians lo hizo en 11 ocasiones, diez por el Campeonato Paulista y una por la Copa de Brasil.
- Disputaron doce finales oficiales: Palmeiras salió campeón en 8 ocasiones, mientras que Corinthians lo hizo en 5 oportunidades.

### Récords

#### Máximos goleadores
| Jugador            | Equipo      | Goles |
| ------------------ | ----------- | ----- |
| Cláudio            | Corinthians | 21    |
| Baltazar           | Corinthians | 20    |
| Luzinho            | Corinthians | 19    |
| Teleco             | Corinthians | 15    |
| Heitor             | Palmeiras   | 14    |
| Mirandinha         | Corinthians | 14    |
| César Lemos        | Palmeiras   | 13    |
| Marcelinho Carioca | Corinthians | 13    |
| Romeu Pellicciari  | Palmeiras   | 13    |

#### Mayores asistencias de público
- En el Estadio Morumbi:

1. Palmeiras 1:0 Corinthians, 120.522, 22/12/1974.
2. Palmeiras 4:0 Corinthians, 104.401, 12/06/1993.
3. Corinthians 1:0 Palmeiras, 102.939, 31/08/1977.
4. Corinthians 0:2 Palmeiras, 102.187, 16/04/1989.
5. Corinthians 1:0 Palmeiras, 95.784, 08/12/1983.
6. Corinthians 1:0 Palmeiras, 95.759, 24/08/1986.
7. Corinthians 3:0 Palmeiras, 94.872, 12/11/1978.
8. Corinthians 0:0 Palmeiras, 94.852, 18/02/1979.
9. Corinthians 1:0 Palmeiras, 93.736, 06/06/1993.
10. Palmeiras 3:0 Corinthians, 92.982, 27/08/1986.

- En el Estadio Pacaembu

1. Corinthians 1:0 Palmeiras, 65.243, 13/04/1960.
2. Corinthians 3:0 Palmeiras, 64.726, 23/05/1943.
3. Corinthians 3:3 Palmeiras, 62.584, 02/04/1961.
4. Corinthians 1:1 Palmeiras, 62.514, 13/09/1961.
5. Corinthians 3:0 Palmeiras, 61.726, 24/03/1951.
6. Palmeiras 2:1 Corinthians, 60.000, 05/05/1940.

## Enfrentamientos

### Copa Libertadores de América
| 1 | 1999 | Fase de grupos   | F. 1   | 27 de febrero de 1999 | Morumbi | Palmeiras   | 1-0         | Corinthians |
| 2 | 1999 | Fase de grupos   | F. 5   | 17 de marzo de 1999   | Morumbi | Corinthians | 2-1         | Palmeiras   |
| 3 | 1999 | Cuartos de final | Ida    | 5 de mayo de 1999     | Morumbi | Palmeiras   | 2-0         | Corinthians |
| 4 | 1999 | Cuartos de final | Vuelta | 12 de mayo de 1999    | Morumbi | Corinthians | 2-0 (2-4 p) | Palmeiras   |
| 5 | 2000 | Semifinales      | Ida    | 30 de mayo de 2000    | Morumbi | Corinthians | 4-3         | Palmeiras   |
| 6 | 2000 | Semifinales      | Vuelta | 6 de junio de 2000    | Morumbi | Palmeiras   | 3-2 (5-4 p) | Corinthians |

### Campeonato Brasileño
| 1  | 1967 (TRGP) | 9 de marzo de 1967       | Pacaembu          | Palmeiras   | 2-1 | Corinthians |
| 2  | 1967 (TRGP) | 24 de mayo de 1967       | Pacaembu          | Corinthians | 2-2 | Palmeiras   |
| 3  | 1967 (TRGP) | 4 de junio de 1967       | Palestra Itália   | Palmeiras   | 1-0 | Corinthians |
| 4  | 1968 (TRGP) | 16 de noviembre de 1968  | Morumbi           | Palmeiras   | 2-0 | Corinthians |
| 5  | 1969 (TRGP) | 15 de noviembre de 1969  | Pacaembu          | Palmeiras   | 1-0 | Corinthians |
| 6  | 1969 (TRGP) | 30 de noviembre de 1969  | Morumbi           | Corinthians | 0-0 | Palmeiras   |
| 7  | 1970 (TRGP) | 22 de noviembre de 1970  | Pacaembu          | Corinthians | 1-1 | Palmeiras   |
| 8  | 1971        | 15 de agosto de 1971     | Morumbi           | Corinthians | 0-0 | Palmeiras   |
| 9  | 1972        | 1 de noviembre de 1972   | Pacaembu          | Palmeiras   | 0-1 | Corinthians |
| 10 | 1973        | 18 de noviembre de 1973  | Morumbi           | Corinthians | 1-2 | Palmeiras   |
| 11 | 1973        | 27 de enero de 1974      | Pacaembu          | Palmeiras   | 0-0 | Corinthians |
| 12 | 1974        | 17 de marzo de 1974      | Pacaembu          | Corinthians | 0-0 | Palmeiras   |
| 13 | 1975        | 21 de septiembre de 1975 | Morumbi           | Palmeiras   | 1-1 | Corinthians |
| 14 | 1975        | 30 de noviembre de 1975  | Morumbi           | Corinthians | 1-0 | Palmeiras   |
| 15 | 1976        | 7 de noviembre de 1976   | Morumbi           | Palmeiras   | 0-0 | Corinthians |
| 16 | 1987        | 25 de octubre de 1987    | Pacaembu          | Corinthians | 0-0 | Palmeiras   |
| 17 | 1988        | 9 de octubre de 1988     | Morumbi           | Palmeiras   | 2-0 | Corinthians |
| 18 | 1989        | 10 de diciembre de 1989  | Morumbi           | Palmeiras   | 0-1 | Corinthians |
| 19 | 1990        | 9 de septiembre de 1990  | Morumbi           | Corinthians | 2-1 | Palmeiras   |
| 20 | 1991        | 17 de marzo de 1991      | Morumbi           | Corinthians | 0-0 | Palmeiras   |
| 21 | 1992        | 29 de marzo de 1992      | Morumbi           | Palmeiras   | 1-2 | Corinthians |
| 22 | 1994        | 13 de noviembre de 1994  | Morumbi           | Palmeiras   | 4-1 | Corinthians |
| 23 | 1994        | 15 de diciembre de 1994  | Pacaembu          | Corinthians | 1-3 | Palmeiras   |
| 24 | 1994        | 18 de diciembre de 1994  | Pacaembu          | Palmeiras   | 1-1 | Corinthians |
| 25 | 1995        | 17 de septiembre de 1995 | Pacaembu          | Corinthians | 0-2 | Palmeiras   |
| 26 | 1996        | 23 de octubre de 1996    | Morumbi           | Palmeiras   | 2-2 | Corinthians |
| 27 | 1997        | 28 de septiembre de 1997 | Morumbi           | Corinthians | 2-2 | Palmeiras   |
| 28 | 1998        | 3 de octubre de 1998     | Morumbi           | Palmeiras   | 3-1 | Corinthians |
| 29 | 1999        | 12 de septiembre de 1999 | Morumbi           | Corinthians | 1-4 | Palmeiras   |
| 30 | 2000        | 16 de agosto de 2000     | Morumbi           | Palmeiras   | 0-1 | Corinthians |
| 31 | 2001        | 3 de octubre de 2001     | Morumbi           | Corinthians | 4-2 | Palmeiras   |
| 32 | 2002        | 23 de octubre de 2002    | Morumbi           | Corinthians | 2-2 | Palmeiras   |
| 33 | 2004        | 2 de mayo de 2004        | Morumbi           | Corinthians | 0-4 | Palmeiras   |
| 34 | 2004        | 29 de agosto de 2004     | Morumbi           | Palmeiras   | 0-1 | Corinthians |
| 35 | 2005        | 10 de julio de 2005      | Morumbi           | Corinthians | 3-1 | Palmeiras   |
| 36 | 2005        | 16 de octubre de 2005    | Morumbi           | Palmeiras   | 1-1 | Corinthians |
| 37 | 2006        | 16 de julio de 2006      | Morumbi           | Palmeiras   | 1-0 | Corinthians |
| 38 | 2006        | 25 de octubre de 2006    | Morumbi           | Corinthians | 1-0 | Palmeiras   |
| 39 | 2007        | 30 de junio de 2007      | Morumbi           | Corinthians | 0-1 | Palmeiras   |
| 40 | 2007        | 23 de septiembre de 2007 | Morumbi           | Palmeiras   | 1-0 | Corinthians |
| 41 | 2009        | 26 de julio de 2009      | Estadio Prudentão | Corinthians | 0-3 | Palmeiras   |
| 42 | 2009        | 1 de noviembre de 2009   | Estadio Prudentão | Palmeiras   | 2-2 | Corinthians |
| 43 | 2010        | 1 de agosto de 2010      | Pacaembu          | Palmeiras   | 1-1 | Corinthians |
| 44 | 2010        | 24 de octubre de 2010    | Pacaembu          | Corinthians | 1-0 | Palmeiras   |
| 45 | 2011        | 28 de agosto de 2011     | Estadio Prudentão | Palmeiras   | 2-1 | Corinthians |
| 46 | 2011        | 4 de diciembre de 2011   | Pacaembu          | Corinthians | 0-0 | Palmeiras   |
| 47 | 2012        | 24 de junio de 2012      | Pacaembu          | Corinthians | 2-1 | Palmeiras   |
| 48 | 2012        | 16 de septiembre de 2012 | Pacaembu          | Palmeiras   | 0-2 | Corinthians |
| 49 | 2014        | 27 de julio de 2014      | Arena Corinthians | Corinthians | 2-0 | Palmeiras   |
| 50 | 2014        | 25 de octubre de 2014    | Pacaembu          | Palmeiras   | 1-1 | Corinthians |
| 51 | 2015        | 31 de mayo de 2015       | Arena Corinthians | Corinthians | 0-2 | Palmeiras   |
| 52 | 2015        | 6 de septiembre de 2015  | Allianz Parque    | Palmeiras   | 3-3 | Corinthians |
| 53 | 2016        | 12 de junio de 2016      | Allianz Parque    | Palmeiras   | 1-0 | Corinthians |
| 54 | 2016        | 17 de septiembre de 2016 | Arena Corinthians | Palmeiras   | 0-2 | Palmeiras   |
| 55 | 2017        | 12 de julio de 2017      | Allianz Parque    | Palmeiras   | 0-2 | Corinthians |
| 56 | 2017        | 5 de noviembre de 2017   | Arena Corinthians | Corinthians | 3-2 | Palmeiras   |
| 57 | 2018        | 13 de mayo de 2018       | Arena Corinthians | Corinthians | 1-0 | Palmeiras   |
| 58 | 2018        | 9 de septiembre de 2018  | Allianz Parque    | Palmeiras   | 1-0 | Corinthians |
| 59 | 2019        | 4 de agosto de 2019      | Arena Corinthians | Corinthians | 1-1 | Palmeiras   |
| 60 | 2019        | 9 de noviembre de 2019   | Allianz Parque    | Palmeiras   | 1-1 | Corinthians |
| 61 | 2020        | 10 de septiembre de 2020 | Neo Química Arena | Corinthians | 0-2 | Palmeiras   |
| 62 | 2020        | 18 de enero de 2021      | Allianz Parque    | Palmeiras   | 4-0 | Corinthians |
| 63 | 2021        | 12 de junio de 2021      | Allianz Parque    | Palmeiras   | 1-1 | Corinthians |
| 64 | 2021        | 25 de septiembre de 2021 | Neo Química Arena | Corinthians | 2-1 | Palmeiras   |
| 65 | 2022        | 23 de abril de 2022      | Arena Barueri     | Palmeiras   | 3-0 | Corinthians |
| 66 | 2022        | 13 de agosto de 2022     | Neo Química Arena | Corinthians | 0-1 | Palmeiras   |
| 67 | 2023        | 29 de abril de 2023      | Allianz Parque    | Palmeiras   | 2-1 | Corinthians |
| 68 | 2023        | 3 de septiembre de 2023  | Neo Química Arena | Corinthians | 0-0 | Palmeiras   |
| 69 | 2024        | 1 de julio de 2024       | Allianz Parque    | Palmeiras   | 2-0 | Corinthians |
| 70 | 2024        | 4 de noviembre de 2024   | Neo Química Arena | Corinthians | 2-0 | Palmeiras   |
| 71 | 2025        | 12 de abril de 2025      | Arena Barueri     | Palmeiras   | 2-0 | Corinthians |

### Copa de Brasil
| Copa do Brasil | Copa do Brasil | Copa do Brasil   | Copa do Brasil | Copa do Brasil      | Copa do Brasil    | Copa do Brasil | Copa do Brasil | Copa do Brasil | Copa do Brasil |
| #              | Temporada      | Ronda            | Ronda          | Fecha               | Estadio           | Local          | Resultado      | Visitante      |                |
| -------------- | -------------- | ---------------- | -------------- | ------------------- | ----------------- | -------------- | -------------- | -------------- | -------------- |
| 1              | 2025           | Octavos de final | Ida            | 30 de julio de 2025 | Neo Química Arena | Corinthians    | 1-0            | Palmeiras      |                |
| 2              | 2025           | Octavos de final | Vuelta         | 6 de agosto de 2025 | Allianz Parque    | Palmeiras      | 0-2            | Corinthians    |                |

### Torneo de Campeones
| 1 | 1982 | 4 de mayo de 1982  | Pacaembu | Corinthians | 1-1 | Palmeiras   |
| 2 | 1982 | 23 de mayo de 1982 | Morumbi  | Palmeiras   | 1-0 | Corinthians |

### Torneo Río-São Paulo
| 1                                                                | 1933 | 7 de mayo de 1933      | Parque São Jorge   | Corinthians | 1-5* | Palmeiras   |
| 2                                                                | 1933 | 5 de noviembre de 1933 | Palestra Itália    | Palmeiras   | 8-0* | Corinthians |
| 3                                                                | 1940 | 18 de agosto de 1940   | Parque São Jorge   | Corinthians | 2-0* | Palmeiras   |
| 4                                                                | 1950 | 14 de enero de 1950    | Pacaembu           | Corinthians | 3-2  | Palmeiras   |
| 5                                                                | 1951 | 24 de marzo de 1951    | Pacaembu           | Corinthians | 3-0  | Palmeiras   |
| 6                                                                | 1951 | 8 de abril de 1951     | Pacaembu           | Palmeiras   | 3-2  | Corinthians |
| 7                                                                | 1951 | 11 de abril de 1951    | Pacaembu           | Corinthians | 1-3  | Palmeiras   |
| 8                                                                | 1952 | 2 de febrero de 1952   | Pacaembu           | Palmeiras   | 2-1  | Corinthians |
| 9                                                                | 1953 | 24 de mayo de 1953     | Pacaembu           | Corinthians | 3-3  | Palmeiras   |
| 10                                                               | 1954 | 10 de julio de 1954    | Pacaembu           | Corinthians | 1-0  | Palmeiras   |
| 11                                                               | 1955 | 30 de abril de 1955    | Pacaembu           | Palmeiras   | 2-1  | Corinthians |
| 12                                                               | 1957 | 22 de mayo de 1957     | Pacaembu           | Palmeiras   | 1-1  | Corinthians |
| 13                                                               | 1958 | 15 de marzo de 1958    | Pacaembu           | Corinthians | 2-1  | Palmeiras   |
| 14                                                               | 1959 | 10 de mayo de 1959     | Pacaembu           | Palmeiras   | 2-1  | Corinthians |
| 15                                                               | 1960 | 13 de abril de 1960    | Pacaembu           | Corinthians | 1-0  | Palmeiras   |
| 16                                                               | 1961 | 3 de abril de 1961     | Pacaembu           | Palmeiras   | 3-3  | Corinthians |
| 17                                                               | 1962 | 22 de febrero de 1962  | Pacaembu           | Palmeiras   | 3-0  | Corinthians |
| 18                                                               | 1963 | 23 de febrero de 1963  | Pacaembu           | Palmeiras   | 1-0  | Corinthians |
| 19                                                               | 1964 | 18 de abril de 1964    | Pacaembu           | Palmeiras   | 2-1  | Corinthians |
| 20                                                               | 1965 | 24 de febrero de 1965  | Pacaembu           | Corinthians | 2-2  | Palmeiras   |
| 21                                                               | 1965 | 5 de mayo de 1965      | Pacaembu           | Corinthians | 0-1  | Palmeiras   |
| 22                                                               | 1966 | 21 de marzo de 1966    | Pacaembu           | Palmeiras   | 2-1  | Corinthians |
| 23                                                               | 1993 | 4 de agosto de 1993    | Pacaembu           | Palmeiras   | 2-0  | Corinthians |
| 24                                                               | 1993 | 7 de agosto de 1993    | Pacaembu           | Corinthians | 0-0  | Palmeiras   |
| 25                                                               | 1998 | 24 de enero de 1998    | Estadio Prudentão  | Palmeiras   | 4-2  | Corinthians |
| 26                                                               | 1998 | 7 de febrero de 1998   | Estadio Santa Cruz | Corinthians | 1-2  | Palmeiras   |
| 27                                                               | 2000 | 27 de enero de 2000    | Pacaembu           | Corinthians | 2-1  | Palmeiras   |
| 28                                                               | 2000 | 9 de febrero de 2000   | Morumbi            | Palmeiras   | 3-1  | Corinthians |
| 29                                                               | 2002 | 7 de abril de 2002     | Morumbi            | Palmeiras   | 0-0  | Corinthians |
| (*) Partidos válidos simultáneamente por el Campeonato Paulista. |      |                        |                    |             |      |             |

### Campeonato Paulista
| 1 | 1917        | 6 de mayo de 1917        | Palestra Itália    | Palmeiras   | 3-0         | Corinthians |
| 2 | 1917        | 5 de agosto de 1917      | Floresta           | Corinthians | 1-3         | Palmeiras   |
| 3 | 1918        | 13 de mayo de 1918       | Floresta           | Palmeiras   | 3-3         | Corinthians |
| 4 | 1919        | 20 de julio de 1919      | Ponte Grande       | Corinthians | 0-1         | Palmeiras   |
| 5 | 1919        | 9 de noviembre de 1919   | Palestra Itália    | Palmeiras   | 0-1         | Corinthians |
| 6 | 1920        | 25 de abril de 1920      | Ponte Grande       | Corinthians | 0-3         | Palmeiras   |
| 7 | 1920        | 5 de septiembre de 1920  | Palestra Itália    | Palmeiras   | 1-2         | Corinthians |
| 8 | 1921        | 4 de septiembre de 1921  | Palestra Itália    | Palmeiras   | 3-1         | Corinthians |
| 9 | 1921        | 25 de diciembre de 1921  | Palestra Itália    | Palmeiras   | 3-0         | Corinthians |
| 10 | 1921        | 8 de enero de 1922       | Floresta           | Corinthians | 0-0         | Palmeiras   |
| 11 | 1922        | 23 de abril de 1922      | Palestra Itália    | Palmeiras   | 2-2         | Corinthians |
| 12 | 1922        | 24 de diciembre de 1922  | Palestra Itália    | Palmeiras   | 3-2         | Corinthians |
| 13 | 1923        | 8 de julio de 1923       | Floresta           | Corinthians | 4-1         | Palmeiras   |
| - | 1923        | 16 de septiembre de 1923 | -                  | Palmeiras   | w/o*        | Corinthians |
| 14 | 1925        | 17 de mayo de 1925       | Palestra Itália    | Palmeiras   | 0-3         | Corinthians |
| 15 | 1926 (APEA) | 15 de agosto de 1926     | Palestra Itália    | Palmeiras   | 3-2         | Corinthians |
| 16 | 1927 (APEA) | 21 de agosto de 1927     | Palestra Itália    | Palmeiras   | 3-1         | Corinthians |
| 17 | 1927 (APEA) | 11 de marzo de 1928      | Palestra Itália    | Palmeiras   | 1-3         | Corinthians |
| 18 | 1928 (APEA) | 23 de septiembre de 1928 | Parque São Jorge   | Corinthians | 3-0         | Palmeiras   |
| 19 | 1928 (APEA) | 16 de diciembre de 1928  | Palestra Itália    | Palmeiras   | 0-0         | Corinthians |
| 20 | 1929 (APEA) | 1 de diciembre de 1929   | Palestra Itália    | Palmeiras   | 1-4         | Corinthians |
| 21 | 1930        | 4 de mayo de 1930        | Parque São Jorge   | Corinthians | 0-1         | Palmeiras   |
| 22 | 1930        | 24 de agosto de 1930     | Palestra Itália    | Palmeiras   | 4-0         | Corinthians |
| 23 | 1931        | 29 de marzo de 1931      | Palestra Itália    | Palmeiras   | 3-1         | Corinthians |
| 24 | 1931        | 15 de noviembre de 1931  | Parque São Jorge   | Corinthians | 2-3         | Palmeiras   |
| 25 | 1932        | 6 de noviembre de 1932   | Palestra Itália    | Palmeiras   | 3-0         | Corinthians |
| 26 | 1933        | 7 de mayo de 1933        | Parque São Jorge   | Corinthians | 1-5**       | Palmeiras   |
| 27 | 1933        | 5 de noviembre de 1933   | Palestra Itália    | Palmeiras   | 8-0**       | Corinthians |
| 28 | 1934        | 6 de mayo de 1934        | Parque São Jorge   | Corinthians | 1-2         | Palmeiras   |
| 29 | 1934        | 5 de agosto de 1934      | Palestra Itália    | Palmeiras   | 3-1         | Corinthians |
| 30 | 1935 (LPF)  | 4 de agosto de 1935      | Parque São Jorge   | Corinthians | 4-1         | Palmeiras   |
| 31 | 1935 (LPF)  | 24 de noviembre de 1935  | Palestra Itália    | Palmeiras   | 2-1         | Corinthians |
| 32 | 1936 (LPF)  | 26 de abril de 1936      | Parque São Jorge   | Corinthians | 2-1         | Palmeiras   |
| 33 | 1936 (LPF)  | 28 de febrero de 1937    | Palestra Itália    | Palmeiras   | 1-1         | Corinthians |
| 34 | 1936 (LPF)  | 25 de abril de 1937      | Palestra Itália    | Palmeiras   | 1-0         | Corinthians |
| 35 | 1936 (LPF)  | 2 de mayo de 1937        | Parque São Jorge   | Corinthians | 0-0         | Palmeiras   |
| 36 | 1936 (LPF)  | 9 de mayo de 1937        | Palestra Itália    | Palmeiras   | 2-1         | Corinthians |
| 37 | 1937 (LPF)  | 7 de septiembre de 1937  | Parque São Jorge   | Corinthians | 1-2         | Palmeiras   |
| 38 | 1937 (LPF)  | 14 de noviembre de 1937  | Palestra Itália    | Palmeiras   | 0-1         | Corinthians |
| 39 | 1938        | 23 de octubre de 1938    | Parque São Jorge   | Corinthians | 1-1         | Palmeiras   |
| 40 | 1939        | 4 de junio de 1939       | Parque São Jorge   | Corinthians | 3-3         | Palmeiras   |
| 41 | 1939        | 17 de septiembre de 1939 | Palestra Itália    | Palmeiras   | 0-1         | Corinthians |
| 42 | 1940        | 18 de agosto de 1940     | Parque São Jorge   | Corinthians | 2-0**       | Palmeiras   |
| 43 | 1940        | 1 de diciembre de 1940   | Palestra Itália    | Palmeiras   | 1-1         | Corinthians |
| 44 | 1941        | 22 de junio de 1941      | Pacaembu           | Palmeiras   | 1-1         | Corinthians |
| 45 | 1941        | 12 de octubre de 1941    | Pacaembu           | Corinthians | 0-2         | Palmeiras   |
| 46 | 1942        | 28 de junio de 1942      | Pacaembu           | Palmeiras   | 1-1         | Corinthians |
| 47 | 1942        | 4 de octubre de 1942     | Pacaembu           | Corinthians | 3-1         | Palmeiras   |
| 48 | 1943        | 23 de mayo de 1943       | Pacaembu           | Corinthians | 0-2         | Palmeiras   |
| 49 | 1943        | 19 de septiembre de 1943 | Pacaembu           | Palmeiras   | 3-1         | Corinthians |
| 50 | 1944        | 30 de abril de 1944      | Pacaembu           | Corinthians | 1-4         | Palmeiras   |
| 51 | 1944        | 27 de agosto de 1944     | Pacaembu           | Palmeiras   | 1-2         | Corinthians |
| 52 | 1945        | 10 de junio de 1945      | Pacaembu           | Palmeiras   | 2-2         | Corinthians |
| 53 | 1945        | 2 de septiembre de 1945  | Pacaembu           | Corinthians | 2-1         | Palmeiras   |
| 54 | 1946        | 30 de junio de 1946      | Pacaembu           | Corinthians | 1-0         | Palmeiras   |
| 55 | 1946        | 20 de octubre de 1946    | Pacaembu           | Corinthians | 4-3         | Palmeiras   |
| 56 | 1947        | 20 de julio de 1947      | Pacaembu           | Palmeiras   | 3-1         | Corinthians |
| 57 | 1947        | 23 de noviembre de 1947  | Pacaembu           | Corinthians | 2-0         | Palmeiras   |
| 58 | 1948        | 5 de septiembre de 1948  | Pacaembu           | Palmeiras   | 1-1         | Corinthians |
| 59 | 1948        | 26 de diciembre de 1948  | Pacaembu           | Corinthians | 2-1         | Palmeiras   |
| 60 | 1949        | 14 de agosto de 1949     | Pacaembu           | Corinthians | 1-0         | Palmeiras   |
| 61 | 1949        | 13 de noviembre de 1949  | Pacaembu           | Corinthians | 1-1         | Palmeiras   |
| 62 | 1950        | 24 de septiembre de 1950 | Pacaembu           | Palmeiras   | 2-2         | Corinthians |
| 63 | 1950        | 7 de enero de 1951       | Pacaembu           | Palmeiras   | 1-3         | Corinthians |
| 64 | 1951        | 7 de octubre de 1951     | Pacaembu           | Palmeiras   | 3-2         | Corinthians |
| 65 | 1951        | 27 de enero de 1952      | Pacaembu           | Corinthians | 3-1         | Palmeiras   |
| 66 | 1952        | 2 de noviembre de 1952   | Pacaembu           | Corinthians | 2-1         | Palmeiras   |
| 67 | 1952        | 18 de enero de 1953      | Pacaembu           | Palmeiras   | 4-6         | Corinthians |
| 68 | 1953        | 11 de octubre de 1953    | Pacaembu           | Palmeiras   | 2-2         | Corinthians |
| 69 | 1953        | 17 de enero de 1954      | Pacaembu           | Corinthians | 2-1         | Palmeiras   |
| 70 | 1954        | 31 de octubre de 1954    | Pacaembu           | Corinthians | 3-2         | Palmeiras   |
| 71 | 1954        | 6 de febrero de 1955     | Pacaembu           | Palmeiras   | 1-1         | Corinthians |
| 72 | 1955        | 16 de octubre de 1955    | Pacaembu           | Corinthians | 4-2         | Palmeiras   |
| 73 | 1955        | 15 de enero de 1956      | Pacaembu           | Corinthians | 2-0         | Palmeiras   |
| 74 | 1956        | 12 de agosto de 1956     | Pacaembu           | Corinthians | 1-0         | Palmeiras   |
| 75 | 1956        | 7 de octubre de 1956     | Pacaembu           | Corinthians | 4-4         | Palmeiras   |
| 76 | 1956        | 15 de diciembre de 1956  | Pacaembu           | Palmeiras   | 1-1         | Corinthians |
| 77 | 1957        | 29 de septiembre de 1957 | Pacaembu           | Corinthians | 1-1         | Palmeiras   |
| 78 | 1957        | 17 de noviembre de 1957  | Pacaembu           | Corinthians | 1-0         | Palmeiras   |
| 79 | 1957        | 27 de noviembre de 1957  | Pacaembu           | Corinthians | 3-1         | Palmeiras   |
| 80 | 1958        | 21 de agosto de 1958     | Pacaembu           | Palmeiras   | 4-0         | Corinthians |
| 81 | 1958        | 5 de noviembre de 1958   | Pacaembu           | Palmeiras   | 2-1         | Corinthians |
| 82 | 1959        | 16 de agosto de 1959     | Pacaembu           | Palmeiras   | 1-1         | Corinthians |
| 83 | 1959        | 25 de noviembre de 1959  | Pacaembu           | Palmeiras   | 3-0         | Corinthians |
| 84 | 1960        | 17 de agosto de 1960     | Pacaembu           | Corinthians | 2-1         | Palmeiras   |
| 85 | 1960        | 3 de noviembre de 1960   | Pacaembu           | Palmeiras   | 1-1         | Corinthians |
| 86 | 1961        | 13 de septiembre de 1961 | Pacaembu           | Palmeiras   | 1-1         | Corinthians |
| 87 | 1961        | 26 de octubre de 1961    | Pacaembu           | Corinthians | 1-1         | Palmeiras   |
| 88 | 1962        | 30 de septiembre de 1962 | Pacaembu           | Corinthians | 3-1         | Palmeiras   |
| 89 | 1962        | 9 de diciembre de 1962   | Pacaembu           | Corinthians | 3-0         | Palmeiras   |
| 90 | 1963        | 15 de septiembre de 1963 | Pacaembu           | Palmeiras   | 2-0         | Corinthians |
| 91 | 1963        | 4 de diciembre de 1963   | Pacaembu           | Palmeiras   | 5-2         | Corinthians |
| 92 | 1964        | 13 de septiembre de 1964 | Pacaembu           | Corinthians | 1-0         | Palmeiras   |
| 93 | 1964        | 29 de noviembre de 1964  | Pacaembu           | Palmeiras   | 4-1         | Corinthians |
| 94 | 1965        | 12 de septiembre de 1965 | Morumbi            | Palmeiras   | 0-0         | Corinthians |
| 95 | 1965        | 5 de diciembre de 1965   | Pacaembu           | Palmeiras   | 1-0         | Corinthians |
| 96 | 1966        | 2 de octubre de 1966     | Pacaembu           | Corinthians | 1-0         | Palmeiras   |
| 97 | 1966        | 11 de diciembre de 1966  | Pacaembu           | Palmeiras   | 0-1         | Corinthians |
| 98 | 1967        | 30 de julio de 1967      | Pacaembu           | Corinthians | 2-1         | Palmeiras   |
| 99 | 1967        | 19 de noviembre de 1967  | Morumbi            | Palmeiras   | 2-0         | Corinthians |
| 100 | 1968        | 10 de marzo de 1968      | Pacaembu           | Corinthians | 2-1         | Palmeiras   |
| 101 | 1968        | 11 de mayo de 1968       | Pacaembu           | Palmeiras   | 2-2         | Corinthians |
| 102 | 1969        | 30 de marzo de 1969      | Morumbi            | Corinthians | 2-0         | Palmeiras   |
| 103 | 1969        | 11 de mayo de 1969       | Morumbi            | Palmeiras   | 2-0         | Corinthians |
| 104 | 1969        | 22 de junio de 1969      | Morumbi            | Corinthians | 2-3         | Palmeiras   |
| 105 | 1970        | 26 de julio de 1970      | Morumbi            | Corinthians | 2-1         | Palmeiras   |
| 106 | 1970        | 16 de agosto de 1970     | Morumbi            | Palmeiras   | 1-0         | Corinthians |
| 107 | 1971        | 25 de abril de 1971      | Morumbi            | Corinthians | 4-3         | Palmeiras   |
| 108 | 1971        | 13 de junio de 1971      | Morumbi            | Palmeiras   | 0-0         | Corinthians |
| 109 | 1972        | 23 de abril de 1972      | Morumbi            | Corinthians | 1-1         | Palmeiras   |
| 110 | 1972        | 30 de julio de 1972      | Pacaembu           | Palmeiras   | 0-0         | Corinthians |
| 111 | 1973        | 4 de abril de 1973       | Palestra Itália    | Corinthians | 1-1         | Palmeiras   |
| 112 | 1973        | 5 de agosto de 1973      | Morumbi            | Corinthians | 1-1         | Palmeiras   |
| 113 | 1974        | 18 de agosto de 1974     | Pacaembu           | Corinthians | 3-1         | Palmeiras   |
| 114 | 1974        | 15 de diciembre de 1974  | Pacaembu           | Palmeiras   | 4-1         | Corinthians |
| 115 | 1974        | 18 de diciembre de 1974  | Pacaembu           | Corinthians | 1-1         | Palmeiras   |
| 116 | 1974        | 22 de diciembre de 1974  | Morumbi            | Palmeiras   | 1-0         | Corinthians |
| 117 | 1975        | 11 de mayo de 1975       | Pacaembu           | Palmeiras   | 2-1         | Corinthians |
| 118 | 1975        | 15 de junio de 1975      | Pacaembu           | Palmeiras   | 0-2         | Corinthians |
| 119 | 1975        | 7 de agosto de 1975      | Morumbi            | Palmeiras   | 1-2         | Corinthians |
| 120 | 1976        | 20 de junio de 1976      | Morumbi            | Palmeiras   | 1-1         | Corinthians |
| 121 | 1976        | 22 de agosto de 1976     | Morumbi            | Palmeiras   | 2-1         | Corinthians |
| 122 | 1977        | 8 de mayo de 1977        | Morumbi            | Palmeiras   | 0-0         | Corinthians |
| 123 | 1977        | 24 de julio de 1977      | Morumbi            | Palmeiras   | 4-2         | Corinthians |
| 124 | 1977        | 31 de agosto de 1977     | Morumbi            | Palmeiras   | 0-1         | Corinthians |
| 125 | 1977        | 18 de septiembre de 1977 | Morumbi            | Corinthians | 2-0         | Palmeiras   |
| 126 | 1978        | 24 de septiembre de 1978 | Morumbi            | Corinthians | 0-2         | Palmeiras   |
| 127 | 1978        | 12 de noviembre de 1978  | Morumbi            | Palmeiras   | 0-3         | Corinthians |
| 128 | 1978        | 18 de febrero de 1979    | Morumbi            | Palmeiras   | 0-0         | Corinthians |
| 129 | 1978        | 20 de mayo de 1979       | Morumbi            | Corinthians | 0-2         | Palmeiras   |
| 130 | 1979        | 19 de agosto de 1979     | Morumbi            | Corinthians | 1-3         | Palmeiras   |
| 131 | 1979        | 21 de octubre de 1979    | Morumbi            | Palmeiras   | 1-1         | Corinthians |
| 132 | 1979        | 27 de enero de 1980      | Morumbi            | Corinthians | 1-1         | Palmeiras   |
| 133 | 1979        | 30 de enero de 1980      | Morumbi            | Palmeiras   | 0-1         | Corinthians |
| 134 | 1980        | 20 de julio de 1980      | Morumbi            | Corinthians | 0-1         | Palmeiras   |
| 135 | 1980        | 7 de septiembre de 1980  | Morumbi            | Palmeiras   | 1-2         | Corinthians |
| 136 | 1981        | 21 de junio de 1981      | Morumbi            | Palmeiras   | 2-1         | Corinthians |
| 137 | 1981        | 6 de agosto de 1981      | Pacaembu           | Palmeiras   | 1-0         | Corinthians |
| 138 | 1981        | 11 de octubre de 1981    | Morumbi            | Corinthians | 0-0         | Palmeiras   |
| 139 | 1982        | 1 de agosto de 1982      | Morumbi            | Corinthians | 5-1         | Palmeiras   |
| 140 | 1982        | 31 de octubre de 1982    | Morumbi            | Palmeiras   | 0-0         | Corinthians |
| 141 | 1983        | 26 de junio de 1983      | Morumbi            | Corinthians | 1-2         | Palmeiras   |
| 142 | 1983        | 25 de septiembre de 1983 | Morumbi            | Palmeiras   | 1-1         | Corinthians |
| 143 | 1983        | 4 de diciembre de 1983   | Morumbi            | Palmeiras   | 1-1         | Corinthians |
| 144 | 1983        | 8 de diciembre de 1983   | Morumbi            | Corinthians | 1-0         | Palmeiras   |
| 145 | 1984        | 19 de agosto de 1984     | Morumbi            | Corinthians | 2-0         | Palmeiras   |
| 146 | 1984        | 4 de noviembre de 1984   | Morumbi            | Corinthians | 2-1         | Palmeiras   |
| 147 | 1985        | 18 de agosto de 1985     | Pacaembu           | Corinthians | 1-0         | Palmeiras   |
| 148 | 1985        | 13 de octubre de 1985    | Pacaembu           | Palmeiras   | 3-0         | Corinthians |
| 149 | 1986        | 27 de abril de 1986      | Pacaembu           | Palmeiras   | 2-0         | Corinthians |
| 150 | 1986        | 3 de agosto de 1986      | Morumbi            | Palmeiras   | 5-1         | Corinthians |
| 151 | 1986        | 24 de agosto de 1986     | Morumbi            | Corinthians | 1-0         | Palmeiras   |
| 152 | 1986        | 27 de agosto de 1986     | Morumbi            | Palmeiras   | 3-0 (pró.)  | Corinthians |
| 153 | 1987        | 12 de abril de 1987      | Pacaembu           | Corinthians | 0-2         | Palmeiras   |
| 154 | 1987        | 21 de junio de 1987      | Pacaembu           | Palmeiras   | 0-3         | Corinthians |
| 155 | 1988        | 15 de mayo de 1988       | Pacaembu           | Corinthians | 1-1         | Palmeiras   |
| 156 | 1988        | 29 de junio de 1988      | Pacaembu           | Corinthians | 0-0         | Palmeiras   |
| 157 | 1988        | 13 de julio de 1988      | Morumbi            | Palmeiras   | 0-0         | Corinthians |
| 158 | 1989        | 16 de abril de 1989      | Morumbi            | Corinthians | 0-2         | Palmeiras   |
| 159 | 1990        | 1 de abril de 1990       | Morumbi            | Palmeiras   | 0-0         | Corinthians |
| 160 | 1991        | 1 de septiembre de 1991  | Morumbi            | Corinthians | 0-1         | Palmeiras   |
| 161 | 1991        | 13 de octubre de 1991    | Morumbi            | Palmeiras   | 2-1         | Corinthians |
| 162 | 1992        | 30 de agosto de 1992     | Morumbi            | Palmeiras   | 2-2         | Corinthians |
| 163 | 1992        | 18 de octubre de 1992    | Morumbi            | Corinthians | 0-0         | Palmeiras   |
| 164 | 1992        | 8 de noviembre de 1992   | Morumbi            | Corinthians | 0-1         | Palmeiras   |
| 165 | 1992        | 29 de noviembre de 1992  | Morumbi            | Palmeiras   | 1-2         | Corinthians |
| 166 | 1993        | 14 de febrero de 1993    | Morumbi            | Palmeiras   | 2-0         | Corinthians |
| 167 | 1993        | 2 de mayo de 1993        | Morumbi            | Corinthians | 3-0         | Palmeiras   |
| 168 | 1993        | 6 de junio de 1993       | Morumbi            | Corinthians | 1-0         | Palmeiras   |
| 169 | 1993        | 12 de junio de 1993      | Morumbi            | Palmeiras   | 4-0 (pró.)  | Corinthians |
| 170 | 1994        | 13 de marzo de 1994      | Morumbi            | Corinthians | 1-0         | Palmeiras   |
| 171 | 1994        | 15 de mayo de 1994       | Morumbi            | Palmeiras   | 2-1         | Corinthians |
| 172 | 1995        | 2 de abril de 1995       | Morumbi            | Corinthians | 2-1         | Palmeiras   |
| 173 | 1995        | 21 de mayo de 1995       | Morumbi            | Palmeiras   | 3-1         | Corinthians |
| 174 | 1995        | 30 de julio de 1995      | Estadio Santa Cruz | Corinthians | 1-1         | Palmeiras   |
| 175 | 1995        | 6 de agosto de 1995      | Estadio Santa Cruz | Palmeiras   | 1-2 (pró.)  | Corinthians |
| 176 | 1996        | 3 de marzo de 1996       | Estadio Prudentão  | Corinthians | 1-3         | Palmeiras   |
| 177 | 1996        | 5 de mayo de 1996        | Benedito Teixeira  | Palmeiras   | 2-2         | Corinthians |
| 178 | 1997        | 9 de marzo de 1997       | Estadio Prudentão  | Palmeiras   | 2-2         | Corinthians |
| 179 | 1997        | 19 de abril de 1997      | Morumbi            | Corinthians | 5-2         | Palmeiras   |
| 180 | 1997        | 1 de junio de 1997       | Morumbi            | Corinthians | 2-0         | Palmeiras   |
| 181 | 1998        | 15 de marzo de 1998      | Morumbi            | Corinthians | 1-1         | Palmeiras   |
| 182 | 1998        | 5 de abril de 1998       | Morumbi            | Palmeiras   | 1-1         | Corinthians |
| 183 | 1999        | 28 de marzo de 1999      | Morumbi            | Palmeiras   | 3-1         | Corinthians |
| 184 | 1999        | 13 de junio de 1999      | Morumbi            | Corinthians | 3-0         | Palmeiras   |
| 185 | 1999        | 20 de junio de 1999      | Morumbi            | Palmeiras   | 2-2         | Corinthians |
| 186 | 2000        | 7 de mayo de 2000        | Morumbi            | Corinthians | 2-2         | Palmeiras   |
| 187 | 2000        | 21 de mayo de 2000       | Morumbi            | Palmeiras   | 2-4         | Corinthians |
| 188 | 2001        | 1 de febrero de 2001     | Morumbi            | Palmeiras   | 1-2         | Corinthians |
| 189 | 2003        | 5 de marzo de 2003       | Morumbi            | Palmeiras   | 2-2         | Corinthians |
| 190 | 2003        | 8 de marzo de 2003       | Morumbi            | Corinthians | 4-2         | Palmeiras   |
| 191 | 2005        | 20 de marzo de 2005      | Morumbi            | Corinthians | 2-0         | Palmeiras   |
| 192 | 2006        | 26 de marzo de 2006      | Morumbi            | Palmeiras   | 1-1         | Corinthians |
| 193 | 2007        | 4 de marzo de 2007       | Morumbi            | Corinthians | 0-3         | Palmeiras   |
| 194 | 2008        | 2 de marzo de 2008       | Morumbi            | Corinthians | 0-1         | Palmeiras   |
| 195 | 2009        | 8 de marzo de 2009       | Estadio Prudentão  | Palmeiras   | 1-1         | Corinthians |
| 196 | 2010        | 31 de enero de 2010      | Pacaembu           | Corinthians | 1-0         | Palmeiras   |
| 197 | 2011        | 6 de febrero de 2011     | Pacaembu           | Palmeiras   | 0-1         | Corinthians |
| 198 | 2011        | 1 de mayo de 2011        | Pacaembu           | Palmeiras   | 1-1 (5-6 p) | Corinthians |
| 199 | 2012        | 25 de marzo de 2012      | Pacaembu           | Corinthians | 2-1         | Palmeiras   |
| 200 | 2013        | 17 de febrero de 2013    | Pacaembu           | Corinthians | 2-2         | Palmeiras   |
| 201 | 2014        | 16 de febrero de 2014    | Pacaembu           | Corinthians | 1-1         | Palmeiras   |
| 202 | 2015        | 8 de febrero de 2015     | Allianz Parque     | Palmeiras   | 0-1         | Corinthians |
| 203 | 2015        | 19 de abril de 2015      | Arena Corinthians  | Corinthians | 2-2 (5-6 p) | Palmeiras   |
| 204 | 2016        | 3 de abril de 2016       | Pacaembu           | Palmeiras   | 1-0         | Corinthians |
| 205 | 2017        | 22 de febrero de 2017    | Arena Corinthians  | Corinthians | 1-0         | Palmeiras   |
| 206 | 2018        | 24 de febrero de 2018    | Arena Corinthians  | Corinthians | 2-0         | Palmeiras   |
| 207 | 2018        | 31 de marzo de 2018      | Arena Corinthians  | Corinthians | 0-1         | Palmeiras   |
| 208 | 2018        | 8 de abril de 2018       | Allianz Parque     | Palmeiras   | 0-1 (3-4 p) | Corinthians |
| 209 | 2019        | 2 de febrero de 2019     | Allianz Parque     | Palmeiras   | 0-1         | Corinthians |
| 210 | 2020        | 22 de julio de 2020      | Arena Corinthians  | Corinthians | 1-0         | Palmeiras   |
| 211 | 2020        | 5 de agosto de 2020      | Arena Corinthians  | Corinthians | 0-0         | Palmeiras   |
| 212 | 2020        | 8 de agosto de 2020      | Allianz Parque     | Palmeiras   | 1-1 (4-3 p) | Corinthians |
| 213 | 2021        | 3 de marzo de 2021       | Neo Química Arena  | Corinthians | 2-2         | Palmeiras   |
| 214 | 2021        | 16 de mayo de 2021       | Neo Química Arena  | Corinthians | 0-2         | Palmeiras   |
| 215 | 2022        | 17 de marzo de 2022      | Allianz Parque     | Palmeiras   | 2-1         | Corinthians |
| 216 | 2023        | 16 de febrero de 2023    | Neo Química Arena  | Corinthians | 2-2         | Palmeiras   |
| 217 | 2024        | 18 de febrero de 2024    | Arena Barueri      | Palmeiras   | 2-2         | Corinthians |
| 218 | 2025        | 6 de febrero de 2025     | Allianz Parque     | Palmeiras   | 1-1         | Corinthians |
| 219 | 2025        | 16 de marzo de 2025      | Allianz Parque     | Palmeiras   | 0-1         | Corinthians |
| 220 | 2025        | 27 de marzo de 2025      | Neo Química Arena  | Corinthians | 0-0         | Palmeiras   |
| (*) El partido ganado por el Corinthians por w/o en el Campeonato Paulista 1923 no se contabiliza en el historial estadístico del clásico. (**) Partidos válidos simultáneamente por el Torneo Río-São Paulo. |             |                          |                    |             |             |             |

### Otros torneos y amistosos
| 1  | 17 de marzo de 1918      | Amistoso                             | Ponte Grande            | Corinthians | 3-3 | Palmeiras   |
| 2  | 24 de marzo de 1918      | Amistoso                             | Ponte Grande            | Corinthians | 2-4 | Palmeiras   |
| 3  | 3 de mayo de 1919        | Amistoso                             | Floresta                | Corinthians | 3-2 | Palmeiras   |
| 4  | 13 de mayo de 1919       | Amistoso                             | Floresta                | Palmeiras   | 2-1 | Corinthians |
| 5  | 9 de julio de 1922       | Amistoso                             | Palestra Itália         | Palmeiras   | 0-2 | Corinthians |
| 6  | 8 de diciembre de 1926   | Amistoso                             | Palestra Itália         | Palmeiras   | 0-1 | Corinthians |
| 7  | 25 de marzo de 1928      | Amistoso                             | Palestra Itália         | Palmeiras   | 1-0 | Corinthians |
| 8  | 23 de diciembre de 1928  | Amistoso                             | Palestra Itália         | Palmeiras   | 3-1 | Corinthians |
| 9  | 27 de julio de 1930      | Amistoso                             | Palestra Itália         | Palmeiras   | 3-2 | Corinthians |
| 10 | 7 de septiembre de 1931  | Amistoso                             | Palestra Itália         | Palmeiras   | 2-0 | Corinthians |
| 11 | 13 de septiembre de 1931 | Amistoso                             | Parque São Jorge        | Corinthians | 1-1 | Palmeiras   |
| 12 | 30 de septiembre de 1931 | Torneio dos Cinco Clubes 1934        | Parque São Jorge        | Corinthians | 2-0 | Palmeiras   |
| 13 | 23 de diciembre de 1934  | Amistoso                             | Palestra Itália         | Palmeiras   | 0-1 | Corinthians |
| 14 | 13 de mayo de 1938       | Taça Embaixatriz Logacomo            | Palestra Itália         | Palmeiras   | 2-2 | Corinthians |
| 15 | 25 de mayo de 1938       | Taça Embaixatriz Logacomo            | Palestra Itália         | Palmeiras   | 4-1 | Corinthians |
| 16 | 3 de julio de 1938       | Taça Henrique Mundel                 | Palestra Itália         | Palmeiras   | 0-0 | Corinthians |
| 17 | 21 de agosto de 1938     | Campeonato Paulista Extra 1938       | Palestra Itália         | Palmeiras   | 0-0 | Corinthians |
| 18 | 18 de septiembre de 1938 | Campeonato Paulista Extra 1938       | Palestra Itália         | Palmeiras   | 2-1 | Corinthians |
| 19 | 21 de abril de 1940      | Amistoso                             | Palestra Itália         | Palmeiras   | 1-2 | Corinthians |
| 20 | 5 de mayo de 1940        | Taça Cidade de São Paulo 1940        | Pacaembu                | Palmeiras   | 2-1 | Palmeiras   |
| 21 | 21 de julio de 1940      | Taça Duque de Caxias                 | Pacaembu                | Palmeiras   | 1-1 | Palmeiras   |
| 22 | 12 de marzo de 1941      | Taça Duque de Caxias                 | Pacaembu                | Corinthians | 2-1 | Palmeiras   |
| 23 | 28 de marzo de 1942      | Torneio Quinela de Ouro              | Pacaembu                | Corinthians | 4-1 | Palmeiras   |
| 24 | 27 de mayo de 1942       | Taça Manoel Domingos Corrêa          | Pacaembu                | Corinthians | 4-1 | Palmeiras   |
| 25 | 15 de julio de 1942      | Taça Cidade de São Paulo 1942        | Pacaembu                | Corinthians | 4-2 | Palmeiras   |
| 26 | 1 de julio de 1943       | Taça Cidade de São Paulo 1943        | Pacaembu                | Corinthians | 3-1 | Palmeiras   |
| 27 | 5 de marzo de 1944       | Taça Cidade de São Paulo 1944        | Pacaembu                | Corinthians | 4-1 | Palmeiras   |
| 28 | 18 de marzo de 1945      | Taça Cidade de São Paulo 1945        | Pacaembu                | Palmeiras   | 1-1 | Corinthians |
| 29 | 13 de octubre de 1945    | Amistoso                             | Pacaembu                | Corinthians | 1-3 | Palmeiras   |
| 30 | 30 de diciembre de 1945  | Amistoso                             | Pacaembu                | Palmeiras   | 3-3 | Corinthians |
| 31 | 10 de marzo de 1946      | Taça Cidade de São Paulo 1946        | Pacaembu                | Palmeiras   | 4-1 | Corinthians |
| 32 | 7 de mayo de 1947        | Amistoso                             | Pacaembu                | Corinthians | 1-2 | Palmeiras   |
| 33 | 25 de abril de 1948      | Taça Cidade de São Paulo 1948        | Pacaembu                | Palmeiras   | 6-0 | Corinthians |
| 34 | 8 de mayo de 1948        | Taça Cidade de São Paulo 1948        | Pacaembu                | Corinthians | 1-1 | Palmeiras   |
| 35 | 22 de septiembre de 1948 | Amistoso                             | Pacaembu                | Palmeiras   | 2-1 | Corinthians |
| 36 | 9 de enero de 1949       | Taça Roberto Monteiro                | Pacaembu                | Corinthians | 3-2 | Palmeiras   |
| 37 | 14 de mayo de 1949       | Amistoso                             | Pacaembu                | Corinthians | 4-3 | Palmeiras   |
| 38 | 18 de mayo de 1950       | Torneio Prefeito Lineu Prestes       | Pacaembu                | Corinthians | 1-1 | Palmeiras   |
| 39 | 6 de julio de 1952       | Torneio Quadrangular de São Paulo    | Pacaembu                | Corinthians | 1-1 | Palmeiras   |
| 40 | 27 de agosto de 1952     | Taça Cidade de São Paulo 1952        | Pacaembu                | Corinthians | 5-1 | Palmeiras   |
| 41 | 8 de marzo de 1953       | Torneio das Missões                  | Pacaembu                | Corinthians | 1-0 | Palmeiras   |
| 42 | 21 de julio de 1954      | Torneio Charles Miller               | Pacaembu                | Corinthians | 3-0 | Palmeiras   |
| 43 | 29 de agosto de 1954     | Torneio Centenário de Barretos       | Fortaleza               | Corinthians | 0-1 | Palmeiras   |
| 44 | 22 de junio de 1955      | Torneio Internacional Charles Miller | Pacaembu                | Corinthians | 2-1 | Palmeiras   |
| 45 | 15 de abril de 1956      | Torneio Roberto Gomes Pedrosa (SP)   | Pacaembu                | Corinthians | 2-1 | Palmeiras   |
| 46 | 27 de mayo de 1956       | Torneio Charles Miller               | Pacaembu                | Palmeiras   | 1-0 | Corinthians |
| 47 | 24 de marzo de 1959      | Torneio Roberto Ungolini             | Pacaembu                | Corinthians | 3-3 | Palmeiras   |
| 48 | 8 de junio de 1960       | Torneio Roberto Ungolini             | Pacaembu                | Corinthians | 2-1 | Palmeiras   |
| 49 | 15 de marzo de 1970      | Torneio de São José dos Campos       | Estadio Martins Pereira | Palmeiras   | 2-2 | Corinthians |
| 50 | 4 de abril de 1970       | Taça São Paulo 1970                  | Palestra Itália         | Palmeiras   | 3-1 | Corinthians |
| 51 | 11 de abril de 1970      | Taça São Paulo 1970                  | Palestra Itália         | Corinthians | 0-0 | Palmeiras   |
| 52 | 27 de enero de 1972      | Amistoso                             | Pacaembu                | Palmeiras   | 1-1 | Corinthians |
| 53 | 3 de marzo de 1973       | Taça Laudo Natel 1973                | Morumbi                 | Corinthians | 2-1 | Palmeiras   |
| 54 | 26 de mayo de 1973       | Taça São Paulo 1973                  | Pacaembu                | Palmeiras   | 1-0 | Corinthians |
| 55 | 23 de febrero de 1975    | Taça Laudo Natel 1975                | Pacaembu                | Corinthians | 0-0 | Palmeiras   |
| 56 | 21 de enero de 1976      | Taça Governador de Estado 1976       | Palestra Itália         | Palmeiras   | 1-1 | Corinthians |
| 57 | 7 de agosto de 1977      | Taça Governador de Estado 1977       | Morumbi                 | Corinthians | 2-0 | Palmeiras   |
| 58 | 15 de marzo de 1987      | Quadrangular de Campo Grande         | Morenão                 | Corinthians | 1-1 | Palmeiras   |
| 59 | 1 de junio de 1990       | Taça Vicente Matheus                 | Pacaembu                | Corinthians | 2-1 | Palmeiras   |
| 60 | 16 de julio de 1998      | Taça Maria Quitéria 1998             | Fonte Nova              | Palmeiras   | 1-1 | Corinthians |

## Palmarés

### Comparativa de títulos oficiales
| Competiciones                     | Corinthians | Palmeiras |
| --------------------------------- | ----------- | --------- |
| Campeonato Brasileño              | 7           | 12        |
| Copa de Brasil                    | 3           | 4         |
| Supercopa de Brasil               | 1           | 1         |
| Copa de Campeones (Brasil)        | 0           | 1         |
| Copa Libertadores                 | 1           | 3         |
| Recopa Sudamericana               | 1           | 1         |
| Copa Mercosur                     | 0           | 1         |
| Copa Internacional de Río         | 0           | 1         |
| Copa Mundial de Clubes de la FIFA | 2           | 0         |
| Total                             | 15          | 24        |
| Otras competiciones               | Corinthians | Palmeiras |
| Torneo Río-São Paulo              | 5           | 5         |
| Campeonato Paulista               | 31          | 26        |
| Total General                     | 51          | 55        |

### Consagraciones por década
| Década    | Corinthians | Palmeiras |
| --------- | ----------- | --------- |
| 1911-1920 | 2           | 1         |
| 1921-1930 | 6           | 2         |
| 1931-1940 | 3           | 6         |
| 1941-1950 | 2           | 5         |
| 1951-1960 | 5           | 3         |
| 1961-1970 | 1           | 6         |
| 1971-1980 | 2           | 5         |
| 1981-1990 | 4           | 0         |
| 1991-2000 | 8           | 11        |
| 2001-2010 | 7           | 1         |
| 2011-2020 | 10          | 6         |
| 2021-2030 | 1           | 9         |